# Histoire de la primatologie
La primatologie est la discipline qui étudie les mammifères de l'ordre des Primates, c'est-à-dire les singes, les tarsiers, les loris et galagos, et les lémuriens de Madagascar. Certains primatologues incluent les humains dans leur champ d'étude. Le développement de la primatologie en tant que science à part entière est récent, à partir de la seconde moitié du XXe siècle seulement. Néanmoins, l'étude et l'observation des primates par les sociétés humaines sont très anciennes. Si l'histoire de la primatologie suit en grande partie celle de la zoologie en général, elle présente plusieurs particularités uniques dues aux liens étroits et longtemps contestés qu'entretient l'espèce humaine avec les autres primates.
Dès la préhistoire, les hommes ont été en contact avec certains primates. La curiosité soulevée par ces animaux étranges qui semblent « singer » l'homme leur a souvent donné un statut particulier, celui d'objet de vénération et de culte religieux ou au contraire de monstre ou d'humain déchu. Les descriptions transmises par les auteurs antiques ont longtemps fait figure d'autorité pour les civilisations occidentales même si elles étaient plutôt confuses et inexactes. En effet, du fait de leur habitat principalement arboricole et leur distribution tropicale, les primates sont longtemps restés inaccessibles aux observateurs occidentaux. Il faut ainsi attendre l'âge des grandes explorations pour recueillir les premières mentions écrites de la plupart des espèces connues à ce jour. Contrairement à d'autres disciplines zoologiques comme l'ichtyologie, l'ornithologie ou l'entomologie, qui connaissent un développement précoce, ce n'est qu'à la fin du XVIIe siècle qu'apparaissent les premières études à caractère scientifique sur les primates.
En plaçant l'être humain dans l'ordre des primates qu'il crée pour l'occasion, Linné lance un débat qui durera près de deux siècles. Mais cette nouvelle classification est mise en doute par ses contemporains et, pendant plusieurs décennies, les sciences naturelles traitent des primates non-humains comme de n'importe quel groupe d'animaux, en excluant complètement l'homme. Puis, en 1871, la théorie de l'évolution de Darwin crée un nouveau bouleversement en avançant que l'homme et les autres hominidés partagent un ancêtre commun relativement récent. Malgré le développement de la paléoanthropologie qui rend cette parenté de plus en plus claire, le darwinisme est contesté jusque dans les premières décennies du XXe siècle. Il connait cependant un regain d'intérêt inégalé à partir des années 1930, qui conduit à la naissance de la primatologie moderne. Cette nouvelle discipline, à cheval entre la zoologie et l'anthropologie, se développe d'abord à partir de deux foyers indépendants. L'école occidentale, en Europe et en Amérique du Nord, naît de cette quête des origines lancée par le darwinisme. L'école orientale, au Japon, cherche plutôt la proximité en observant les comportements sociaux et culturels de communautés de primates sur plusieurs générations. Puis, à partir des années 1980, les pays du Sud, où vivent la grande majorité des primates, commencent à développer des structures de recherche et à former leurs propres primatologues. Au XXIe siècle, la primatologie s'est passablement éloignée des considérations anthropocentristes qui avaient été le catalyseur de son émergence et la science inclut de plus en plus la conservation des espèces dans ses objectifs.

## Origines: du mythe à la science
Si la séparation entre les lignées ayant mené à l'homme moderne et aux chimpanzés remonte à plus de 7 millions d'années, il est vraisemblable que les humains aient été en contact avec d'autres primates dès leur origine. Il est également probable que ces contacts incluaient un rapport de prédation. L'une des plus anciennes attestations de chasse par l'Homme a été découverte sur le site d'Olorgesailie au Kenya. Elle est datée de 700 000 ans et présente de nombreux restes d'une espèce éteinte de gélada géant. Des recherches récentes dans la grotte de Fa Hien au Sri Lanka ont montré que l'homme était capable de chasser de petits singes arboricoles il y a 45 000 ans déjà et que cela lui a permis de coloniser rapidement une série d'environnements extrêmes.

### Premières mentions et statut mythologique

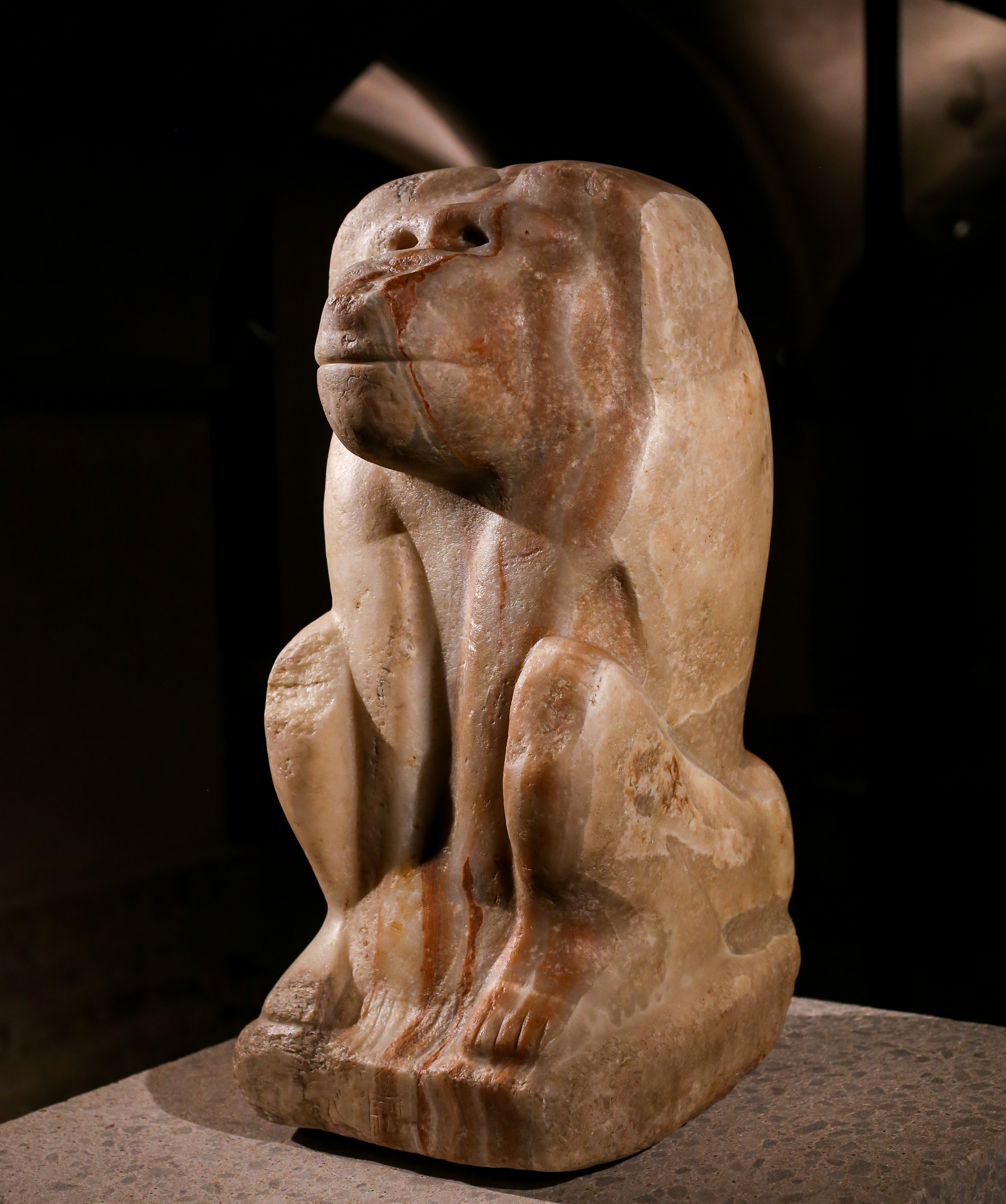
Statue égyptienne de babouin assis, conservée à l'Altes Museum de Berlin. Il s'agit d'une des plus anciennes représentations connues de primate.

Les premières représentations culturelles de primates apparaissent sous la forme d'artéfacts en Asie et en Afrique. La plus ancienne est certainement une statue en calcite représentant un Babouin hamadryas, dont les hiéroglyphes mentionnent le pharaon Narmer (XXXIe siècle av. J.-C.). Les anciens Égyptiens vouaient un culte à cet animal qu'ils associaient à Thot, dieu de l'écriture, ou encore au dieu mineur Hâpi, figurés avec une tête de babouin. Ces singes sont également présentés comme gardiens de l'autre monde, pesant les cœurs des défunts pour juger de leur valeur. On les montre aussi vénérant le soleil ou la lune, en raison certainement de leur habitude à pousser des cris d'affirmation territoriale juste avant le lever du jour. Le statut d'animal sacré du babouin égyptien lui vaut également d'être parfois embaumé et inhumé dans les tombes. L'attestation la plus ancienne de cette pratique remonte au XXXVe siècle av. J.-C., à travers les restes de plusieurs de ces singes extraits d'un tombeau du site de Hiérakonpolis.
L'iconographie antique du singe trouve ainsi vraisemblablement son origine en Égypte prédynastique, puis s'étend à tout le Proche-Orient au cours de l'Âge du bronze. La première attestation en Mésopotamie est une figurine en porphyre rouge importée d'Égypte et représentant un babouin accroupi sur un tabouret avec les mains sur les genoux. Retrouvée à Suse, elle est datée de la période proto-élamite et donc contemporaine de la statue de babouin du pharaon Narmer. Les Phéniciens sont certainement à l'origine de l'introduction de primates africains dans les contrées où ils étaient alors inconnus, et certains spécimens vivants semblent avoir été amenés en mer Égée à l'époque minoenne (2700 à 1200 av. J.-C.), comme le prouveraient les singes bleus des fresques d'Akrotiri.
Des ossements de singes ont également été retrouvés en Chine lors des fouilles archéologiques de Yin Xu, dernière capitale de la dynastie Shang (1570 – 1045 av. J.-C.). La tombe de la reine Fu Hao du XIIIe siècle av. J.-C., découverte presque intacte en 1976, contenait une figurine de jade sculptée à l'effigie d'un singe. Cet animal occupe ainsi de longue date une place importante dans les mythologies et symboliques orientales, bien que son culte en Chine ne commence véritablement qu'au VIIe siècle avec le personnage de Sun Wukong. Ce « Roi des singes », dont l'expédition en Inde à la recherche des écritures sacrées du Bouddha est relatée dans La Pérégrination vers l'Ouest, est une des figures les plus célèbres de la littérature chinoise classique. Dans l'hindouisme, c'est le dieu Hanumān qui présente une tête de singe. Dans l'une des versions du mythe, il se rend au Sri Lanka et y découvre la mangue, alors inconnue. Charmé par ce fruit sucré, comme le serait tout singe, Hanumān le ramène en Inde. Il est condamné au bûcher pour ce larcin, et bien qu'il parvienne à se sauver des flammes, il garde la face, les mains et les pieds noircis par le feu. Aujourd'hui encore, l'Entelle d'Hanumān, qui a le pelage blanc mais la face noire, semble porter les stigmates de son ancêtre et bénéficie du statut d'animal sacré.
Les civilisations précolombiennes accordent également une place importante aux primates. Le Popol Vuh, qui est le principal texte mythologique maya, relate par exemple comment les jumeaux héroïques Hunahpu et Ixbalanque se débarrassent de leurs demi-frères jaloux en les transformant en singes. Hun Batz prend la forme d'un hurleur, alors que son frère Hun Chuen est changé en singe-araignée. Le premier est associé au crépuscule, au travail et au devoir, alors que le second représente l'aube, la ruse et le divertissement. Cette dichotomie, inspirée par le comportement naturel de chacun des deux singes, est comprise comme faisant partie d'une nature humaine unique.
Le rang particulier des primates dans les mythologies et les cosmologies ne se limite pas aux simiens : à Madagascar, les lémuriens occupent traditionnellement une diversité de statuts qu'on ne retrouve chez aucun autre groupe d'animaux. Au travers des tantara (« légendes »), certains sont vénérés et donc fady (« interdits ») grâce à des liens de parenté reconnus avec les hommes, ce qui leur assure une protection traditionnelle contre la chasse ou la consommation. Il s'agit pour la plupart des grands spécimens de la famille des Indriidae, comme les sifakas ou le babakoto. D'autres sont reconnus comme sacrés (masina), tel l’ankomba (Eulemur macaco), car descendants d'un couple mythique qui appartenait à la famille royale. D'autres encore sont considérés comme maléfiques : ainsi, l'étrange aye-aye est accusé de posséder des pouvoirs de sorcellerie capables de provoquer la maladie et la mort. Enfin, la pratique de domestication est répandue de longue date sur tout le territoire malgache et pourrait expliquer la présence de lémuriens aux Comores.

### Fondements antiques de la science

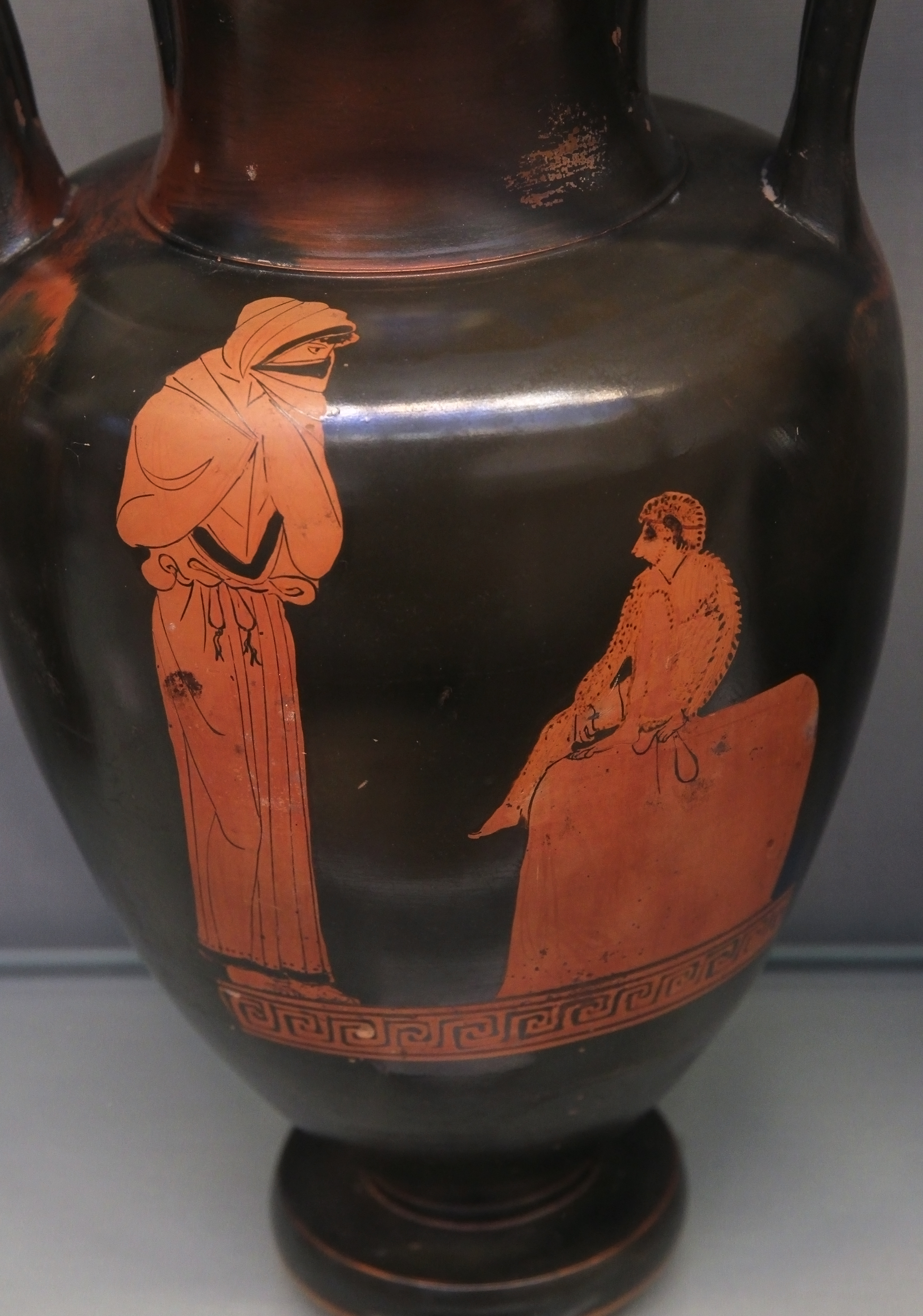
Céramique à figures rouges retrouvée à Capoue et représentant une femme et un singe (450--470).

Les premières descriptions naturalistes de primates remontent à l'antiquité grecque. Celle d'Aristote est la plus célèbre et influence la science occidentale pendant près de deux millénaires. Dans son Histoire des animaux rédigé vers 343 av. J.-C., le philosophe grec fournit une classification en trois types de ces animaux dont la nature « participe de celle de l'être humain et de celle des quadrupèdes ». Il y a d'abord les singes (πιθηκος, « pithèque »), qui sont décrits comme des anthropomorphes bipèdes et dépourvus de queue. Leur face a « beaucoup de ressemblances avec celle de l'être humain », particulièrement leurs narines, leurs oreilles et leurs dents (incisives et molaires) « sont presque les mêmes ». Aristote note également la présence de cils sur la paupière inférieure (là où les quadrupèdes n'en ont pas), des membres semblables à l'homme en ceci qu'ils se courbent « des deux côtés de manière opposée », des pieds qui sont « comme un composé de main et de pied », et des organes génitaux qui « ressemblent à ceux de la femme » chez les femelles, alors que les mâles les ont « qui ressemblent plutôt à ceux du chien qu'à ceux de l'homme ». Cette description correspond très probablement au magot, un macaque évoluant en Afrique du Nord et à la queue effectivement quasiment inexistante,. L'auteur mentionne ensuite les cynocéphales (κυνοκέφαλος, « à tête de chien »), qui ont la « même forme que les singes ». Leurs traits distinctifs sont, en plus de leur tête « semblable à celle du chien », d'être « plus grands et plus forts », de présenter des mœurs « plus sauvages » et des dents « plus semblables à celles du chien ». Il s'agit ici sans nul doute possible des babouins, dont la cynocéphalie est un héritage direct de la tradition égyptienne. Enfin, le troisième type regroupent les cèbes (κῆβος), qui se distinguent par le fait qu'ils ont une queue. Il est admis qu'Aristote fait ainsi allusion aux cercopithèques,, peut-être au patas.
Plus de quatre siècles plus tard, le naturaliste romain Pline l'Ancien rassemble dans son Histoire naturelle tout le savoir de son époque sur les simiens. Les singes, qu'il nomme simiae, « offrent une imitation parfaite de l'homme », sont « d'une adresse merveilleuse » et capables de jouer aux latroncules, « ayant appris par l'habitude à distinguer les pièces ». Comme le pithèque des Grecs, le simia des Romains serait le magot. Il décrit plusieurs autres espèces déjà mentionnées par d'autres auteurs et qu'il dit vivre en Éthiopie.
Les « sphinx » (sans doute le babouin hamadryas) ont le « poil roux, avec deux mamelles à la poitrine » et « renferment des aliments dans les poches de leurs joues, puis ils les retirent de là successivement avec leurs mains pour les manger ». Les cynocéphales (le babouin cynocéphale), eux, « sont d'un naturel plus farouche que les autres ». Les cèbes, qu'on a fait venir à Rome pour « les jeux donnés par le grand Pompée », ont les « pieds de derrière [qui] ressemblent aux pieds et aux jambes de l'homme » et les « pieds de devant aux mains de l'homme ». Pline fait aussi allusion à d'autres simiens, dont l'identification est moins claire. Il mentionne les cercopithèques (cercopithecus, « singe à grande queue »), « à tête noire, à poil d'âne, et différant des autres animaux par la voix », et les callitriches (callithrix, « beau poil »), « d'un aspect presque complètement différent », qui « ont de la barbe à la face et une queue fort large à la naissance », et dont « on assure qu'ils ne vivent pas hors de leur patrie, qui est l'Éthiopie ». Il fait également mention d'un singe « dont tout le corps est blanc » et chassé par les Indiens, qu'on assimile à l'entelle. Certains passages intrigants de l'Histoire naturelle citent encore les satyres, qui « sont très rapides ; ils courent tant à quatre pattes que sur leurs deux pieds : ils ont la face humaine, et leur agilité fait qu'on ne les prend que vieux ou malades ». Ils vivent « dans les montagnes indiennes situées au levant équinoxial », au pays « dit des Catharcludes », mais également aux environs du fleuve Niger. Certains auteurs modernes ont voulu y voir les premières descriptions d'hominidés, soit du chimpanzé ou de l'orang-outan, mais ces rapprochements sont très hypothétiques.

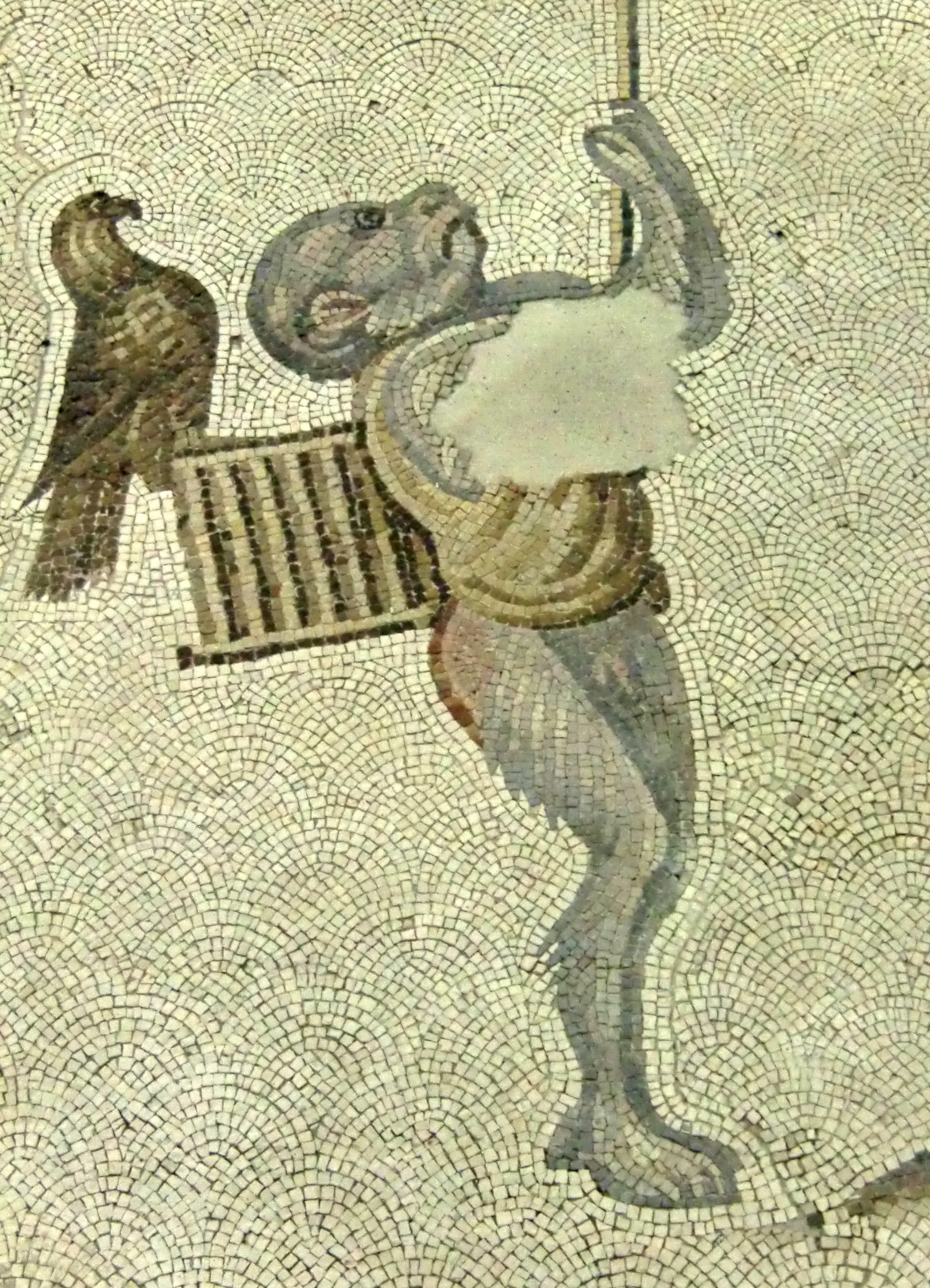
Un singe représenté en oiseleur, sur une mosaïque byzantine du Grand Palais de Constantinople (VI).

Un témoignage plus vraisemblable de rencontre avec les grands singes est relaté dans le périple d'Hannon et bien antérieur aux écrits d'Aristote et de Pline. Au VIe ou VIIe siècle av. J.-C., ce navigateur carthaginois explore la côte ouest de l'Afrique, atteignant peut-être le sud de l'actuel Gabon. Il rapporte l'existence sur une île d'hommes sauvages que ses interprètes appellent « Gorilles » : « Nous les poursuivîmes, mais nous ne pûmes prendre les hommes; tous nous échappaient par leur grande agilité [...] et se défendant en nous lançant des pierres ». La troupe d'Hannon finit par tuer trois femelles, dont les dépouilles sont ramenées à Carthage. Pline l'Ancien mentionne que les peaux de celles qu'il nomme « gorgones » étaient exposées dans le temple de Junon, où l'on a pu les observer jusqu'à la chute de la ville en 146 av. J.-C. Ces premiers exemples de taxidermie de primates auraient ainsi survécu au moins 350 ans, ce qui est un record en la matière. Lors de la découverte de ce qu'on croit d'abord être une nouvelle espèce de chimpanzé au milieu du XIXe siècle, on nommera « gorille » ce primate imposant en l'honneur d'Hannon. Son récit a également largement participé à la réputation de férocité qu'on prête aux gorilles. En analysant la description de la capture des trois femelles à la lumière de ce que l'on sait de l'éthologie des hominidés, il apparaît que si Hannon a réellement rencontré des primates, il s'agissait plus vraisemblablement de chimpanzés. En effet, ces derniers combattent en groupe, y compris avec l'aide des femelles, et utilisent fréquemment des bâtons et des pierres, alors que chez les gorilles le mâle dominant défend seul la troupe à mains nues.
Au rang des apports antiques à l'étude des primates, il faut encore citer les travaux de Galien, qui est l'auteur de nombreux traités anatomiques basés sur la dissection de singes. En effet, le célèbre médecin grec du IIe siècle apr. J.-C. contourne l'interdiction de disséquer des cadavres humains en les remplaçant par divers animaux, des singes surtout, mais également des chèvres, des porcs ou des chevaux. L'étude de l'anatomie humaine est selon lui possible à travers celle du singe, car c'est, « de tous les animaux, celui qui est le plus semblable à l’homme, pour les viscères, les muscles, les artères, les veines et les nerfs ». Les singes disséqués par Galien sont pour la plupart des magots, bien qu'il mentionne également les « cynocéphales » et les « satyres » de Pline.
S'il est difficile de se faire une idée précise des primates observés ou étudiés par ces auteurs, tant les descriptions imprécises mêlent réalité et mythe, il semble probable que les civilisations antiques de la Méditerranée connaissaient, directement ou par le récit de voyageurs, plusieurs singes catarrhiniens d'Afrique et d'Asie, y-compris peut-être certains anthropoïdes. Aucune description n'est faite par contre des primates non-simiens, comme les tarsiers, les loris ou les lémuriens de Madagascar, ni bien sûr des platyrrhiniens des Amériques.

### Ambiguïté médiévale

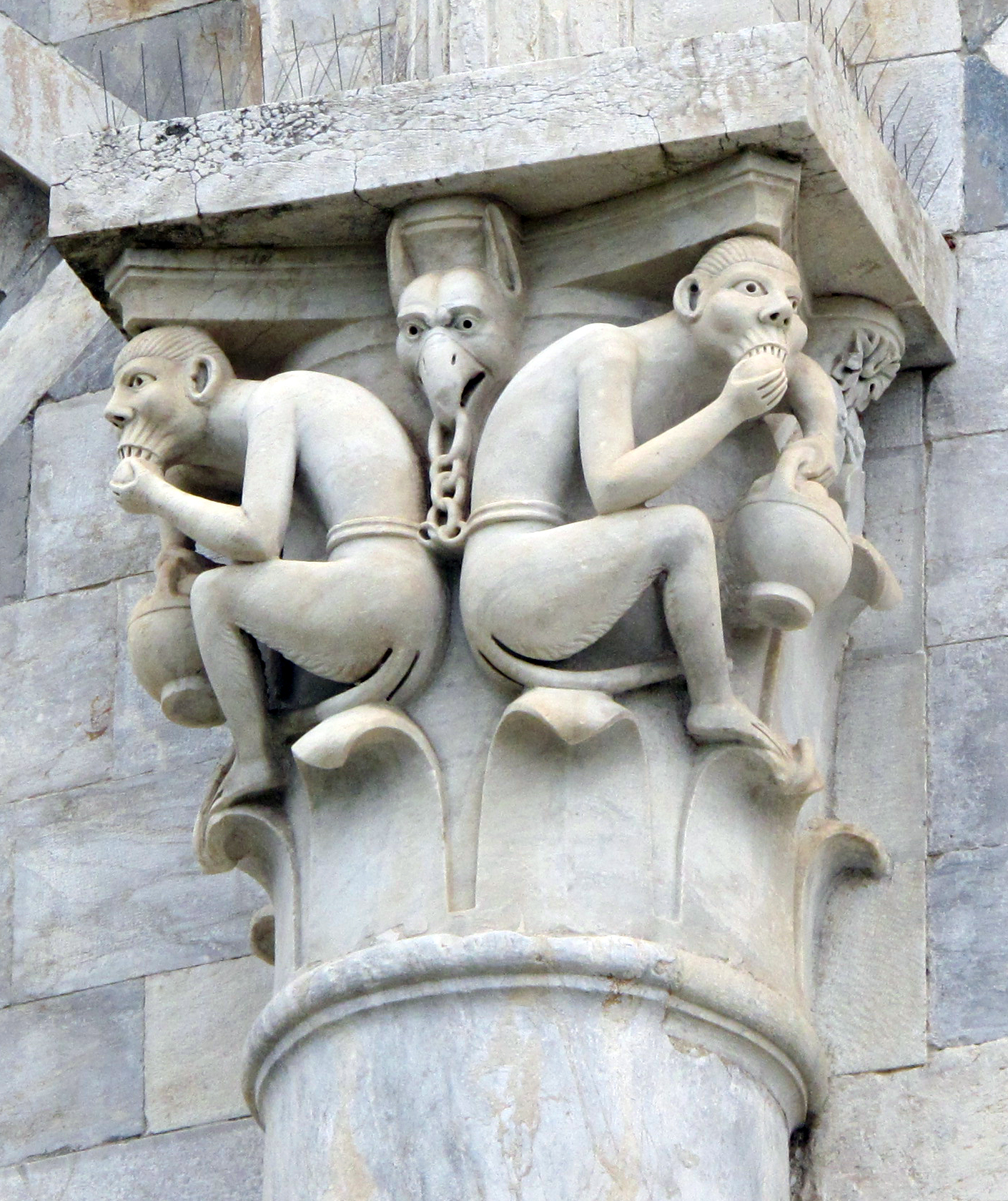
Singes sculptés sur un chapiteau de la Tour de Pise (XII).

Les auteurs médiévaux jouent un rôle conservatoire de la tradition antique, et les descriptions d'Aristote et de Solin (qui copie l'Histoire naturelle de Pline) font figure d'autorité pendant de nombreux siècles. Or le singe a déjà mauvaise réputation chez les auteurs classiques ; dans ses Cynégétiques, Oppien d'Apamée écrit par exemple au début du IIIe siècle apr. J.-C. : « Je passe sous silence les trois espèces de singes, ces mauvais imitateurs de l'homme. Qui ne haïrait cette race difforme, odieuse, lâche et perverse ? » Mais c'est surtout dans le Physiologus, premier bestiaire chrétien rédigé en Égypte au IIe siècle apr. J.-C., que le primate se voit frappé d'anathème : dans un chapitre commun avec l'onagre, le singe est représenté comme un ange déchu fuyant la lumière, directement comparé à la figure du Diable. Alors que les deux animaux, vénérés par la mythologie égyptienne sous la forme des dieux Seth et Thot, étaient assimilés au rythme cosmique et aux deux équinoxes, ils ont une activité exclusivement nocturne et négative pour les pères de l'Église. C'est peut-être justement en raison de la place qu'il occupait en Égypte, pays des « Ténèbres », qu'un relent d'idolâtrie pèse sur le singe dans la littérature patristique. Sa lubricité bien connue le fait bientôt assimiler dans l'iconographie chrétienne à la luxure, l'un des sept péchés capitaux. Au VIe siècle, Isidore de Séville insiste dans ses Étymologies sur le lien entre simia (« singe ») et similitudo (« similitude »). En se présentant comme une imitation difforme de l'homme, le singe symbolise ainsi la perte de la ressemblance divine à la suite de la Chute entraînée par le péché originel. Car c'est bien la similitude du singe avec l'homme qui lui vaut l’opprobre de la chrétienté médiévale, comme le résume Hildegarde de Bingen au XIIe siècle : « il est incomplet dans chacune des deux natures, si bien qu'il ne peut agir ni totalement comme un homme, ni totalement comme une bête, et de ce fait il est instable. »

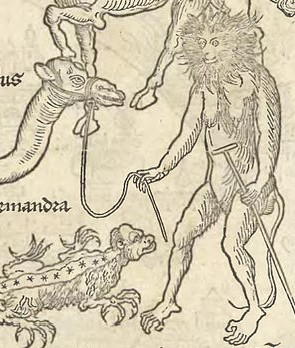
Détail d'une gravure de Breydenbach sur la faune de la Terre sainte (1486). Le motif du singe qui ne se tient debout qu'à l'aide d'une canne a longtemps marqué les esprits.

Pourtant, il est abusif de restreindre l'histoire de la représentation médiévale du singe à cette seule figure diabolique. L'importation de singes en Europe ne cesse pas entre l’Antiquité tardive et le haut Moyen Âge, et ils sont apprivoisés autant par les bateleurs pour amuser les foules que par les princes comme signe d'aisance matérielle. D'après les listes de vingt ménageries maintenues par des monarques ou des villes de l'époque carolingienne à la fin du XVe siècle, onze mentionnent des singes. La mode du singe comme animal de compagnie connait son apogée aux XIIe et XIIIe siècles et rois, évêques, mais aussi bourgeois ou riches marchands se plaisent à en posséder. Ils déambulent librement dans les appartements, même si on les enchaîne souvent à des billots de bois pour limiter leurs mouvements, et on leur fait parfois porter de riches habits. À l'époque romane, le motif simiesque apparaît de plus en plus fréquemment dans la sculpture et l’orfèvrerie. Mais c'est dans les manuscrits enluminés gothiques qu'il s'impose particulièrement : le singe est de très loin l'animal le plus représenté dans les marginalia et les drôleries, où il imite souvent des activités humaines. La figure du singe est également présente dans la littérature médiévale, transmise par la tradition antique et notamment les fables d'Ésope. Dans le cycle du Roman de Renart, l'animal présente les mêmes vices que le protagoniste, il est rusé et hypocrite, roublard mais plutôt sympathique. Son rôle est ainsi assez ambigu, ni franchement positif, ni complètement négatif.
L'approche naturaliste des singes, bien que rudimentaire et moralisée, n'est pas toujours négative. Ainsi, les encyclopédistes comme Vincent de Beauvais ou Thomas de Cantimpré ne suivent pas la tradition du Physiologus. Ce dernier remarque néanmoins que puisqu'il marche à quatre pattes, le singe est forcé par la nature de regarder au sol, alors que le regard de l'homme est naturellement tourné vers les cieux, d'où il doit attendre son salut. Cette opposition entre la bipédie humaine et la quadrupédie simienne servira longtemps d'argument décisif pour justifier le statut unique de l'espèce humaine parmi les animaux. Albert le Grand serait quant à lui le premier auteur à avoir introduit le concept de « chaînon manquant » en plaçant les singes à mi-chemin entre les animaux et les hommes. Dans son vaste traité De animalibus, achevé vers 1270, il compare les différents êtres vivants dotés d'une âme (les « animaux ») en fonction de leur niveau de perfection. Les hommes dominent cette hiérarchie, suivis par les pygmées, puis les singes. Les premiers se distinguent par la raison, les seconds n'en ont qu'une ombre, alors que les derniers sont seulement capables d'imiter sans aucune réflexion. Mais tous sont capables d'être instruits et ces similitudes de l'âme entraînent des ressemblances physiques : hommes, pygmées et singes ont en commun une tête ronde, des mains munies de doigts, des bras flexibles et une nuque courte. Il faut cependant noter qu'Albert le Grand place les pygmées et les singes au sommet des « bêtes » et donc dans une catégorie bien différenciée de celle des hommes.

## Inventaires à l'âge des découvertes (XVIeetXVIIesiècles)
À partir du milieu du XVe siècle, les souverains et marchands européens se lancent dans une grande entreprise d'exploration du monde. Quoique le but premier de ces expéditions soit économique, il fait naître une grande curiosité pour les contrées lointaines. Très vite, les voyages permettent la collection d'œuvres d'art, de plantes et d'animaux exotiques, qui s'accompagnent souvent de descriptions géographiques, anthropologiques et naturalistes. La Renaissance voit naître les premiers traités de zoologie à caractère scientifique, comme ceux d'Ippolito Salviani sur les poissons (1554), de Pierre Belon sur les oiseaux (1555) ou de Guillaume Rondelet sur les insectes (1556). Rien de comparable n'apparaît cependant pour les primates, dont les descriptions restent très rudimentaires avant la fin du XVIIe siècle. Ainsi, les singes présentés dans l'Historiae animalium du naturaliste zurichois Conrad Gessner (1551), bien qu'ils comprennent de nouvelles espèces comme le sagouin américain, empruntent encore beaucoup aux récits fantasmagoriques antiques et médiévaux.

### Les singes du Nouveau Monde

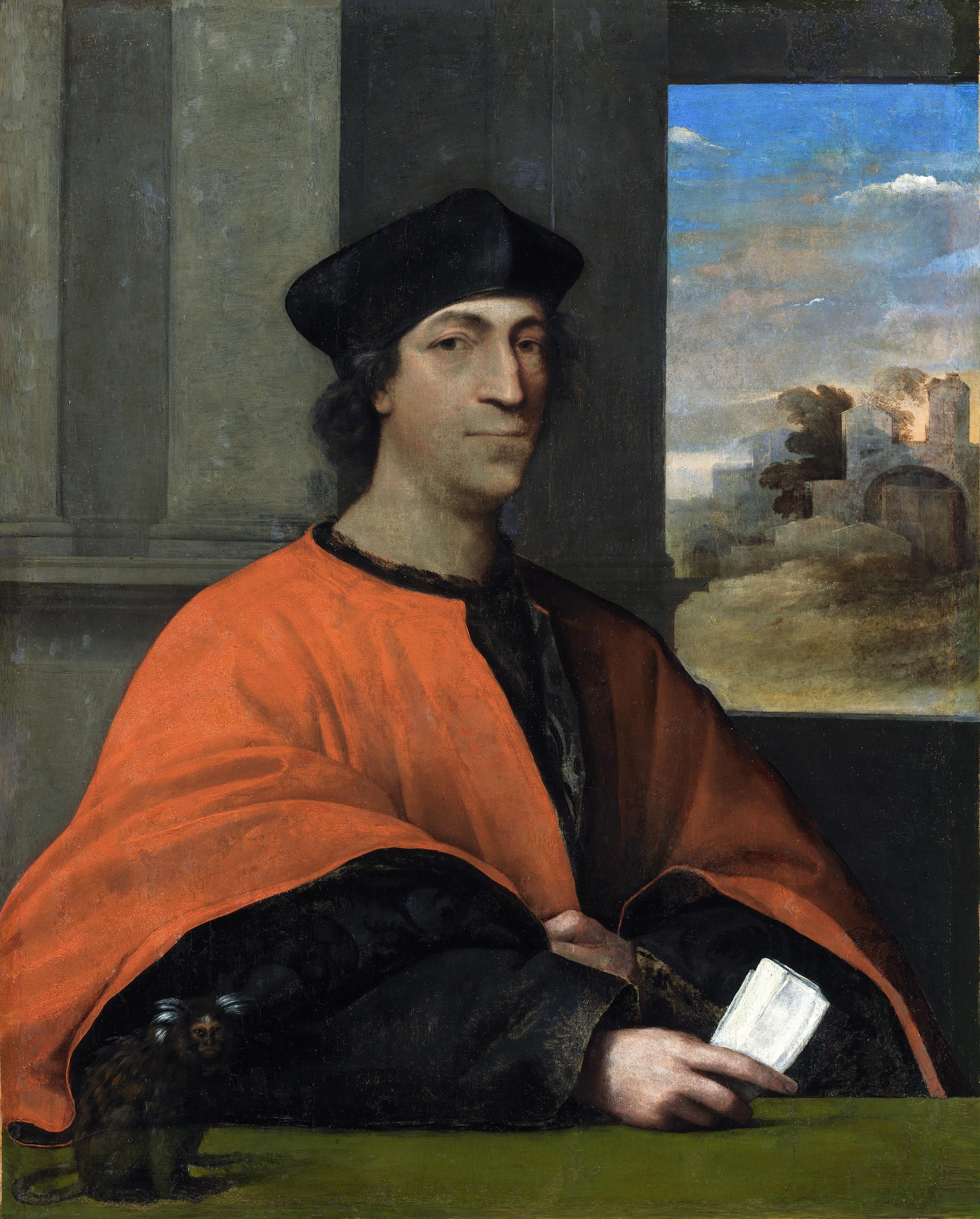
La première représentation picturale d'un ouistiti sur un portrait du peintre vénitien Sebastiano del Piombo (vers 1512-1515).

Lors de son troisième voyage débuté en 1498, Christophe Colomb mentionne des singes sur l'île de la Trinité, puis décrit les premiers primates d'Amérique du Sud, des hurleurs sur la péninsule de Paria au Venezuela. Amerigo Vespucci rapporte également avoir vu des « macaques et des babouins » le long de la côte sud-américaine. Le commerce d'animaux exotiques, qui était déjà actif sur les côtes africaines depuis le milieu du XVe siècle, s'étend très vite aux Amériques. Il est principalement le fait des marchands portugais, qui prennent l'habitude de ramener des perroquets et des singes qu'ils vendent ensuite comme animaux de compagnie. Les navires font souvent escale sur la côte atlantique du Brésil au retour des Indes, et ces animaux sont ainsi considérés comme « indiens » sans distinction de leurs lieux d'origine. La plaque tournante du marché européen des singes de compagnie est d'abord Lisbonne, puis s'étend à Anvers sous l'influence de la famille Fugger qui en fait l'un de ses monopoles commerciaux. De par leur taille réduite, les ouistitis et tamarins brésiliens sont plus faciles à transporter et à maintenir en captivité que la plupart des primates africains, ce qui explique sûrement leur succès. Lorsqu'il visite les Flandres en 1521, le peintre Albrecht Dürer raconte avoir acheté un petit singe (certainement un ouistiti) « pour quatre florins », qu'il représentera ensuite dans plusieurs de ses œuvres. Les primates du Nouveau Monde deviendront également un motif courant des singeries flamandes dès la deuxième moitié du XVIe siècle.
S'ils sont d'abord décrits à l'aide des noms utilisés pour les singes d'Afrique et d'Asie (macaques, babouins, cercopithèques), les primates du Nouveau Monde gagnent peu à peu leur identité propre. Ainsi, en 1570, Tomás López Medel rapporte lors d'un voyage dans la savane de Bogota le comportement curieux d'un singe qui dort le matin et s'agite le soir. Il s'agit sûrement de la première description d'un douroucouli, unique singe nocturne de la planète. Le missionnaire jésuite portugais Fernão Cardim fournit quant à lui une description détaillée des surprenantes vocalisations des singes hurleurs du Brésil dans un traité publié en 1583.
Ces descriptions sont souvent le fait de missionnaires membres de congrégations religieuses, comme les franciscains, les capucins ou les jésuites. Celle de Claude d'Abbeville, qui participe à la tentative infructueuse de colonisation de la France équinoxiale, est souvent citée pour avoir introduit en français plusieurs noms nouveaux, qui seront ensuite popularisés par Buffon au siècle suivant. Dans Histoire de la mission des pères Capucins en l'isle de Maragnan et terres circonvoisines (1614), il cite les ouarines, qui « crient si haut qu'on les peut entendre environ d'une lieue », les sapajous, les « cay-miri » (saïmiris), les tamarins, les marikinas et les sagouins, « les plus petites et les plus mignonnes de toutes les autres ». Dans la suite du XVIIe siècle, ces descriptions prendront un tour plus scientifique, comme par exemple dans l'Histoire naturelle du Brésil de l'Allemand George Marcgrave, publiée en 1648. Assorti de gravures qui seront très souvent reproduites, le traité cite le guariba, le grand « cagui » (saki) et le petit « cagui » (ouistiti), mais aussi le « caitaia » au poil jaune vif. L'existence de ce dernier sera longtemps questionnée, avant que le sapajou fauve décrit par Marcgrave ne soit redécouvert au XXIe siècle, au bord de l'extinction.

### L'histoire emmêlée des grands singes

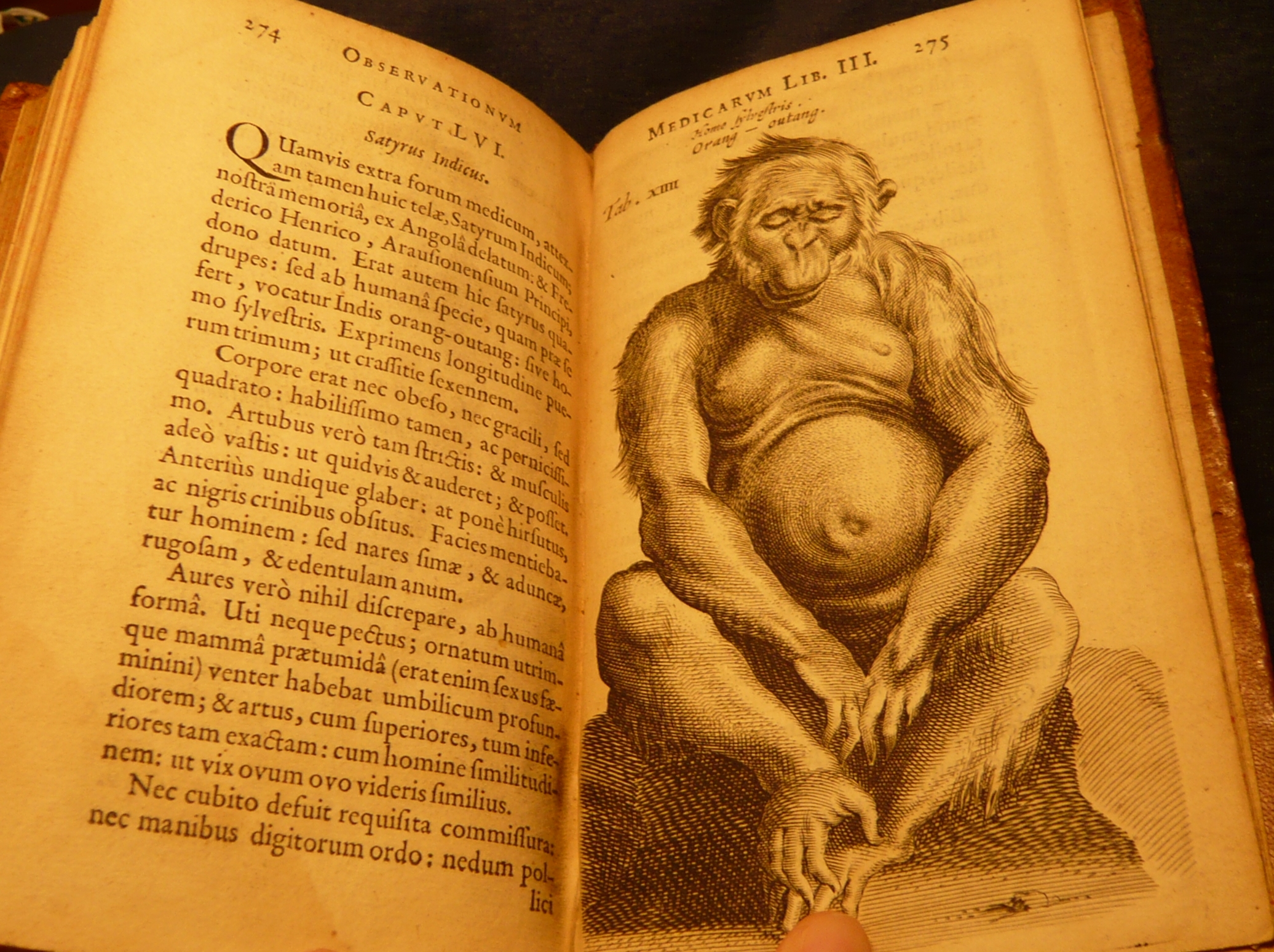
La gravure du « satyre indien » ou « orang-outan » de Tulp. Il s'agissait en réalité d'un chimpanzé, peut-être même d'un bonobo.

Même si certains anthropoïdes étaient peut-être connus des auteurs antiques, les premières mentions indiscutables apparaissent dans les récits de voyageurs. Ainsi, le manuscrit Valentim Fernandes qui relate les premières découvertes portugaises mentionne la présence de singes anthropomorphes en Sierra Leone, qui sont certainement des chimpanzés. D'après les dires du navigateur portugais Duarte Lopez, retranscris par Filippo Pigafetta dans Le Royaume de Congo & les Contrées environnantes (1591), les chimpanzés qui peuplent le Congo ressemblent grandement à l'homme et peuvent imiter son comportement de façon remarquable. Cette capacité d'imitation est également remarquée par le jésuite français Pierre du Jarric chez des chimpanzés de Guinée qu'il nomme « Baris ». Dans le troisième volume de son œuvre (1614), qui s'appuie sur les rapports des missionnaires portugais, il explique que si ces singes sont nourris et instruits dès qu'ils sont jeunes, ils se comportent ensuite comme des humains : ils marchent sur leurs pattes de derrière et vont chercher de l'eau à la rivière à l'aide de cruches qu'ils portent sur la tête.
Une première description du gorille est rapportée en 1626 par l'écrivain anglais Samuel Purchas qui relate le séjour de plusieurs années de son compatriote Andrew Battel au Congo. Sous le nom de « pongo », il décrit un singe craint par les populations locales, ressemblant à l'homme dans ses proportions, mais bien plus grand et entièrement poilu. Battel raconte aussi qu'il est sociable, présente une face humaine, et se déplace vraisemblablement sur ses deux jambes.

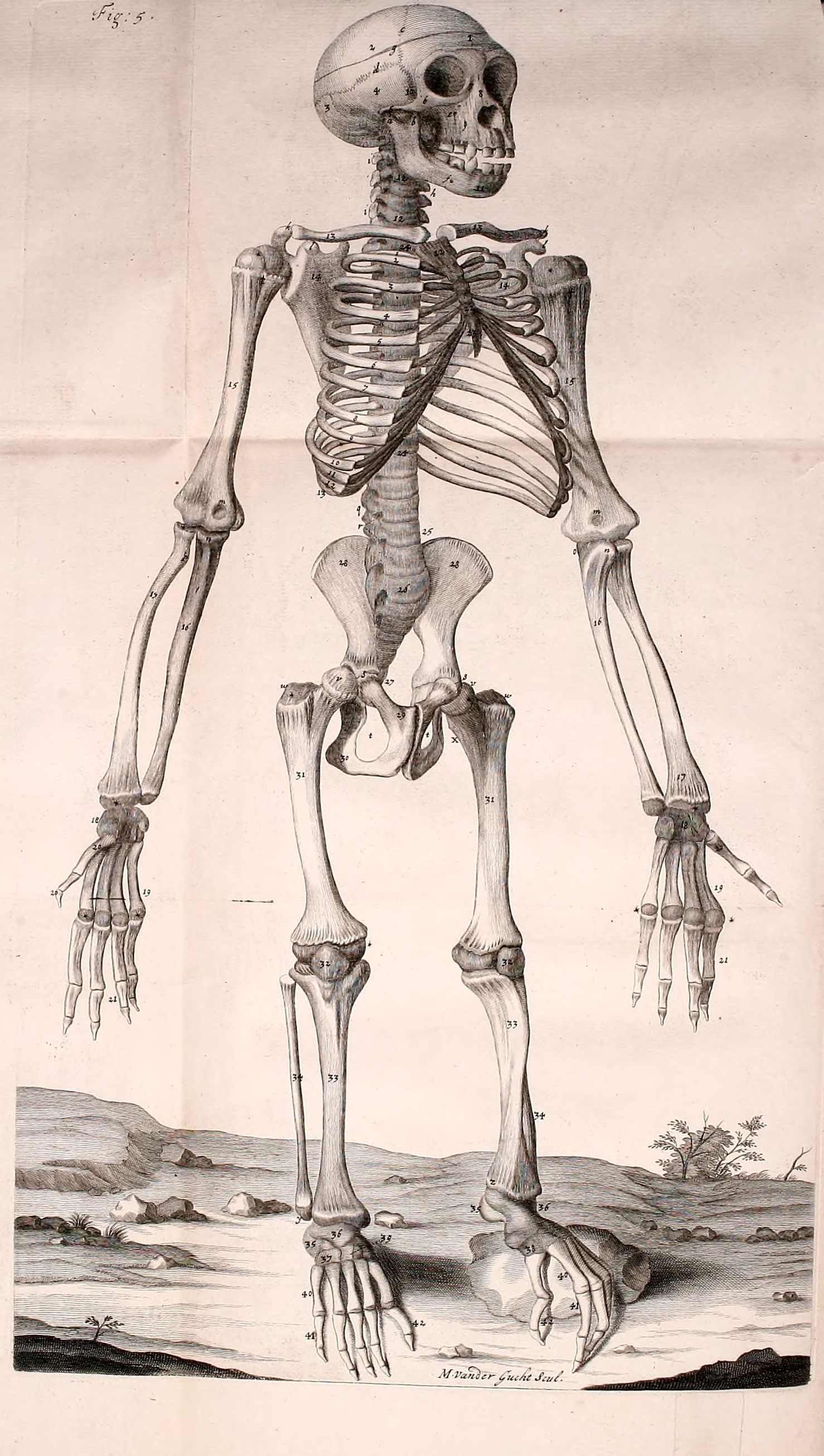
Squelette du « pygmée » analysé par Edward Tyson.

Quant à l'orang-outan, c'est le médecin néerlandais Jacques de Bondt, connu sous le nom de Bontius, qui en popularise le nom en 1630. En poste à Batavia pour la Compagnie néerlandaise des Indes orientales, il rapporte avoir vu certains de ces « hommes des forêts » (du malais orang, « homme », et hutan, « bois », rendu en latin par Homo sylvestris). Il remarque particulièrement une femelle, dont il fournit une gravure, qui semblait avoir de la pudeur, qui se couvrait de la main à l'approche d'hommes qu'elle ne connaissait pas, qui pleurait, qui gémissait, et à qui il ne manquait que la parole. On peut cependant douter que Bontius ait réellement vu des orangs-outans, car ceux-ci n'évoluent pas sur l'île de Java, mais à Sumatra et Bornéo, et le terme lui-même semblait plutôt désigner des tribus humaines, comme par exemple les Jakun de la péninsule Malaise. À la même époque, une femelle chimpanzé est ramenée d'Angola pour la première fois en Europe pour figurer dans la ménagerie du prince Frédéric-Henri d'Orange-Nassau à la Haye. Le chirurgien Nicolaes Tulp l'observe de son vivant, et croyant qu'elle vient des Indes, pense qu'il s'agit d'un satyre décrit par Pline et la nomme Satyrus Indicus. La célèbre gravure qu'il en publie en 1641 est recopiée de nombreuses fois aux XVIIe et XVIIIe siècles et présente le nom « orang-outan » rapporté par Bontius. La multiplicité de ces noms ainsi que l'imprécision des descriptions créeront une confusion entre chimpanzés et orangs-outans qui se poursuivra jusqu'au début du XXe siècle. En 1967, le primatologue britannique Vernon Reynolds étudie la gravure de Tulp et arrive à la conclusion qu'il s'agit finalement plutôt d'un bonobo, une espèce découverte en 1929 seulement. Il se base pour cela sur la représentation d'une connexion cutanée entre le second et le troisième doigt de pied, une particularité morphologique qu'on retrouve plus souvent chez les bonobos que chez les chimpanzés, ainsi que sur la provenance du singe : si les bonobos ne sont plus aujourd'hui présents en Angola, cette région se situe au sud du fleuve Congo, qui sépare les aires de répartition respectives des deux espèces.
En 1698, c'est un jeune chimpanzé mâle qui est ramené à Londres et meurt trois mois plus tard d'une infection. Il est disséqué par l'anatomiste Edward Tyson qui, à la suite, rédige un ouvrage souvent considéré comme fondateur de la primatologie. Dans Anatomie d'un Pygmée (en), il dresse une liste détaillée de tous les caractères qui rapprochent cet « orang-outan » soit des autres singes, soit de l’homme. Il dénombre trente-quatre caractères pour les premiers et quarante-huit pour les seconds et conclut que le chimpanzé a plus de ressemblances avec l’être humain qu’avec les singes : « Notre pygmée n’est ni homme, ni singe, mais une sorte d’animal entre les deux ». Tyson, qui a également pu observer le singe vivant, rapporte encore que celui-ci dormait dans un lit, avec un oreiller et une couverture, et qu'il prenait plaisir à être habillé. Ces comportement presque humains ont certainement influencé, et peut-être partiellement biaisé, l'analyse anatomique pour expliquer tant de similitudes. Tyson ne semble pas non plus avoir remarqué qu'il se trouvait face à un individu juvénile, or les jeunes chimpanzés présentent beaucoup plus de ressemblances avec les humains que les individus adultes (il s'agirait peut-être d'un phénomène de néoténie dans l'évolution de l'homme). Néanmoins, la lecture contemporaine qui fait de Tyson un moderniste et un précurseur des théories de Thomas Huxley est un peu exagérée. L'anatomiste s’en tient en effet fidèlement à la description traditionnelle de la nature selon l’« échelle des êtres » et lorsqu'il doit choisir, il place résolument son « orang-outan » parmi les animaux : « Notre pygmée a de nombreux avantages par rapport au reste de son espèce, mais je le pense toujours comme une sorte de singe et de simple brute; et comme le dit le proverbe, un singe est un singe, même s'il est bien vêtu ».

### La découverte des premiers «faux-singes»

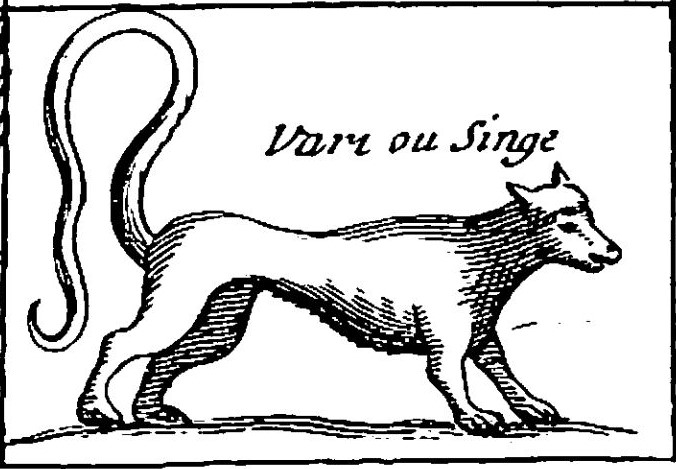
Première illustration d'un lémurien dans l'ouvrage de Flacourt (1661).

En raison sûrement de leurs mœurs nocturnes développées pour échapper à la compétition des singes, les prosimiens n'attirent pas l'attention des explorateurs occidentaux avant la deuxième moitié du XVIIe siècle. L'île de Madagascar a pourtant une longue histoire de contact avec les voyageurs arabes, européens et peut-être même chinois, et il est certain que sa faune endémique particulière devait avoir frappé les esprits. La première mention écrite de lémuriens remonte cependant à l'explorateur français Étienne de Flacourt, qui exerce à partir de 1648 la charge de chef de colonie à Fort-Dauphin. De retour en France, il publie en 1661 une Histoire de la grande isle Madagascar, dans laquelle il décrit plusieurs espèces de lémuriens, ainsi qu'un animal difficilement identifiable mais qu'on suppose être l'une des espèces subfossiles qui peuplaient l'île avant l'arrivée des Européens. Parmi les différents « singes » mentionnés par Flacourt, on reconnait le varicossy qui est « blanc avec des taches noires sur les côtés et sur la tête », et « le museau long comme un renard » (Varecia variegata), diverses sortes de varis, dont ceux qui ont « la queue rayée de noir et de blanc et qui marchent en troupes de 30, 40 et 50 » (Lemur catta), et surtout le sifac, une « guenuche blanche, qui a un chaperon tanné, et qui se tient le plus souvent sur les pieds de derrière » (Propithecus verreauxi).
À la même époque, les premiers galagos sont ramenés d'Afrique en Europe , mais on les prend alors pour des écureuils. Des marchands néerlandais auraient également observé des angwantibos sur la côte de Guinée. Mais c'est au capitaine Willem Bosman qu'on doit la première mention d'un prosimien africain : en 1704, dans une Description précise de la côte de l'Or, de la côte d'Ivoire et de la côte des Esclaves, il cite un animal appelé « potto » par les indigènes.
Les loris asiatiques tiennent également leur nom des voyageurs hollandais : loeres signifie « fou, nigaud, rustre ». Une toute première description de ces primates est donnée par le Français Jean de Thévenot en 1665. Dans la Relation d'un voyage fait au Levant, il raconte sa visite à la cour du Grand Moghol et rapporte qu'à Aurangabad, on fait grand cas de singes ramenés de Ceylan : « On les estimait, parce qu'ils n'étaient pas plus gros que le poing [...] Ils ont le front plat, les yeux ronds et grands, jaunes et clairs comme ceux de certains chats [...] Quand je les examinai, ils se tenaient sur leurs pieds de derrière, et s'embrassaient souvent, regardant fixement le monde sans s'effaroucher. Leur maître les appelaient des hommes sauvages ». Quant aux tarsiers, le premier spécimen est découvert à Luçon par le missionnaire jésuite Georges Joseph Camel. Il l'appelle « Magu », selon un terme qui est toujours utilisé aux Philippines pour nommer cet animal. Camel transmet ses notes au botaniste James Petiver, qui les publie à Londres en 1705.

## Classifications et controverses (XVIIIesiècle-1860)
Le Siècle des Lumières est marqué par un intérêt grandissant du public pour l'histoire naturelle. Les spécimens exotiques s'accumulent dans les cabinets de curiosités des monarques européens et la nécessité d'inventorier les multiples découvertes des siècles précédents devient de plus en plus pressante. D'abord développée pour la botanique, puis étendue à la zoologie, la nomenclature binominale systématisée par Carl von Linné apporte une solution simple et universelle à ce dilemme. La primatologie doit également au naturaliste suédois la définition de son champ d'étude : les « primates » font leur apparition terminologique en 1758. S'il conteste le fait d'y inclure l'être humain, le comte de Buffon apporte une contribution majeure à la définition de ce nouvel ordre en compilant minutieusement tout le savoir accumulé depuis l'Antiquité sur les « singes et les makis ». Sous l'influence de ces deux pères de la zoologie, l'étude scientifique des primates prend son élan et parvient vers le milieu du XIXe siècle à en cerner la diversité que l'on connait aujourd'hui. Mais l'approche scientifique, principalement basée sur l'anatomie comparée, bute vite contre les conceptions philosophiques et religieuses et l'on cherche contre toute évidence à maintenir l'espèce humaine en dehors de cet effort classificatoire.

### Linné: l'homme parmi les «Primates»

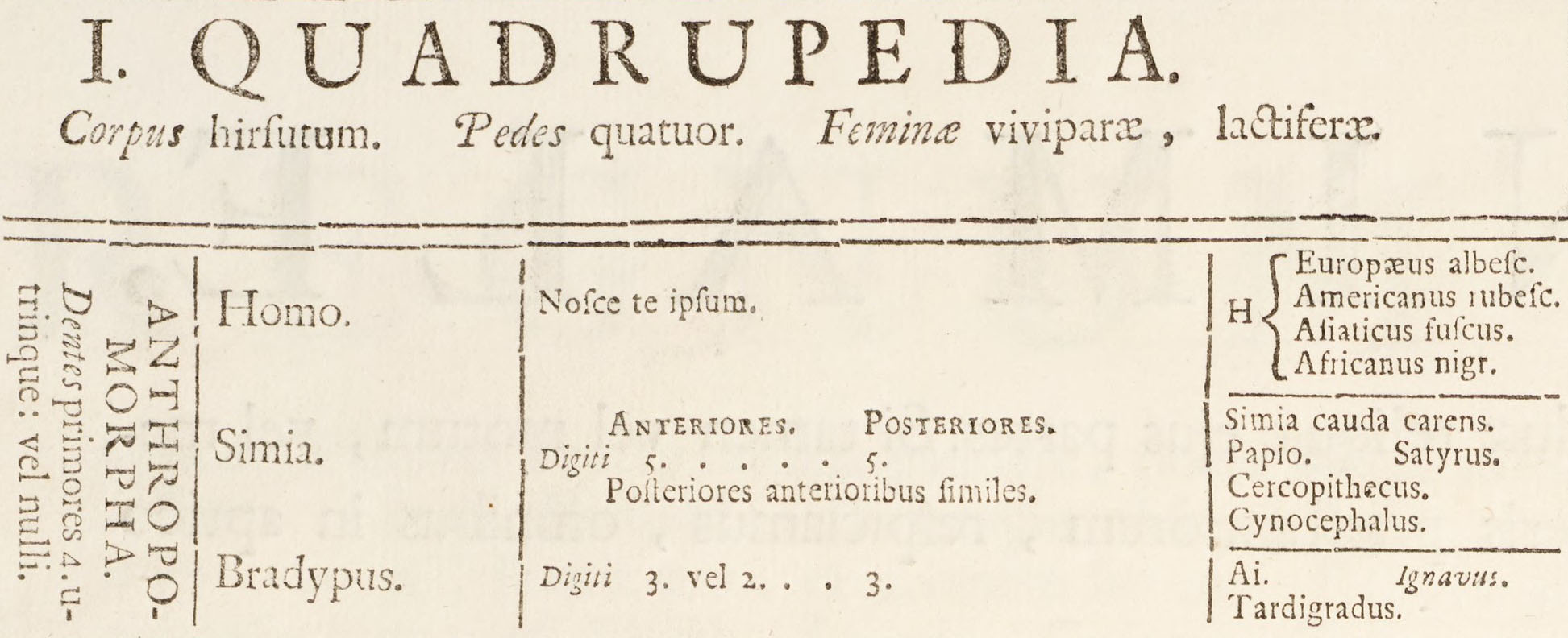
Détail de la première édition de Systema naturae (1735), montrant l'ordre des Antropomorpha.

Carl von Linné est le premier à placer explicitement l'homme parmi les animaux. Dès la première édition de son Systema naturae (« Système de la nature »), publiée en 1735, il regroupe les humains (Homo), les singes (Simia) et les paresseux (Bradypus) parmi les Antropomorpha, l'un des cinq ordres de la classe des quadrupèdes. Le genre Homo y est défini par la célèbre maxime antique Nosce te ipsum (« Connais-toi toi-même »), c'est-à-dire par un précepte philosophique et théologique plutôt que par des caractéristiques biologiques. Linné, fils et frère de pasteur, exprime par là qu'il ne remet pas en question la conception chrétienne selon laquelle « Dieu a créé l'homme à son image ». Comme expliqué par Basile de Césarée dans ses commentaires de la Genèse, c'est la raison qui distingue l'homme de l'animal et c'est par cette raison, et non par le corps (« variable et corruptible »), qu'il est « à l'image de Dieu ». Ce principe est à la base de la démarche taxinomique de Linné, qui s'appuie sur l'adage Nomina si nescis, perit et cognitio rerum (« la connaissance des choses périt par l'ignorance du nom »). Est donc homme, celui qui se nomme « homme » et se connait comme tel, car donner des noms fait partie des prérogatives de l'homme.
Dans la dixième édition de 1758, Linné remplace le terme « Antropomorpha » par celui de « Primates » (« premiers » en latin). Les paresseux n'en font plus partie, mais il ajoute les genres Lemur et Vespertilio (chauves-souris), aux côtés de Simia et Homo. Ce dernier compte deux espèces : Homo sapiens (c'est-à-dire doté de raison), qui est l'homme « diurne » et ses différentes variantes culturelles, et Homo troglodytes, l'homme « nocturne ». Pour preuves de l'existence de celui-ci, Linné cite l'orang-outan de Bontius ainsi que le « kakurlacko », nom sous lequel le voyageur suédois Nils Kiöping (mort en 1680) avait décrit des albinos qui se cachaient dans des grottes sur l'île indonésienne de Ternate. L'épithète troglodytes a subi de nombreuses péripéties taxinomiques avant de désigner le chimpanzé commun, Pan troglodytes. Pour la division du genre Simia, Linné suit scrupuleusement la logique d'Aristote : il définit les « singes des anciens », dépourvus de queues (Simia satyrus, le satyre de Tulp, et Simia sylvanus, le magot), les babouins, à la queue courte, et les cercopithèques, à la queue longue. Ce dernier groupe comprend de manière indifférenciée plusieurs espèces de singes du Nouveau Monde, ainsi que le tarsier décrit par Petiver (Simia syrichta). Les successeurs de Linné ne tarderont pas à reclasser celui-ci parmi les prosimiens, avant que l'on s'aperçoive au XXe siècle que les tarsiers sont réellement plus proches des singes, avec qui ils forment le sous-ordre des Haplorrhini, que des autres primates. Le genre Lemur est une autre création influente de Linné, dont il choisit le nom par allusion aux lémures de la mythologie romaine. Il regroupe initialement le loris de Ceylan, le maki catta de Madagascar et le colugo, ou lémur volant, des Philippines.
Malgré ses faiblesses et ses inexactitudes flagrantes,la classification proposée par Linné apparaît comme particulièrement progressiste et révolutionnaire. Il faut aussi noter que l'ordre des primates est le seul parmi ceux figurant dans Systema naturae qui soit encore reconnu au XXIe siècle, et dans une configuration finalement assez proche de celle choisie par son inventeur.

### Buffon: l'imitation suppose le dessein d'imiter

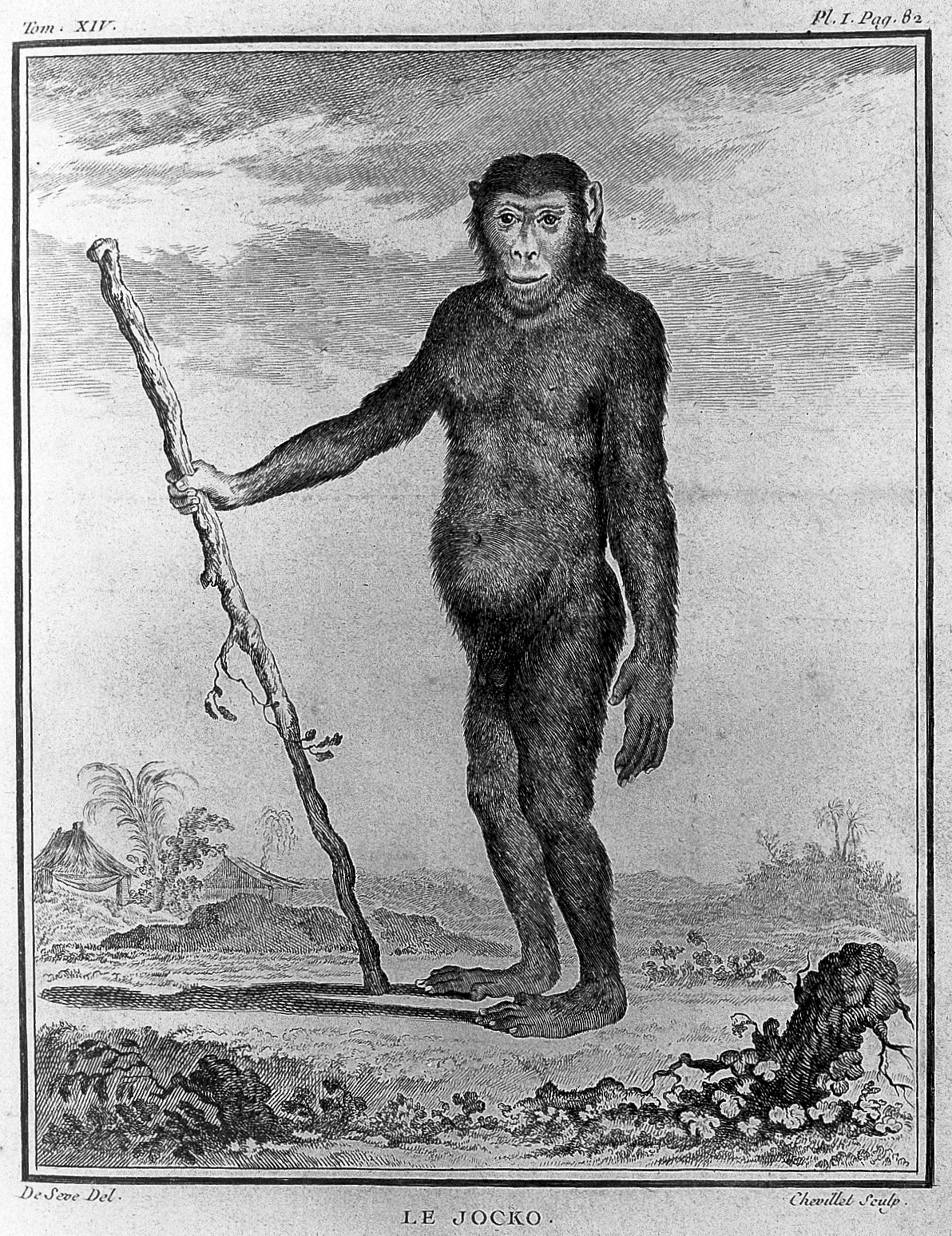
Le jocko de Buffon. Le motif de la canne est emprunté à la gravure de Breydenbach.

Auteur dans la deuxième moitié du XVIIIe siècle d'une monumentale Histoire naturelle, le comte de Buffon réfute avec véhémence le placement de l'homme parmi les primates. Il s'oppose de manière générale au concept de classification, fondant sa conception de l'univers sur la stricte hiérarchie linéaire de l'antique « échelle des êtres ». Selon le grand naturaliste français, la systématique de Linné impliquerait que les organismes classés dans une même catégorie partagent un ancêtre commun, ce qu'il rejette avec mépris.
Dans les volumes 14 et 15 de son œuvre (publiés en 1766 et 1767), Buffon établit une « nomenclature des singes », avec le concours du naturaliste Louis Daubenton, qui y déploie les premiers exemples d'anatomie comparée. Il commence par déplorer qu'on ait « entassé sous le même nom de singe, une multitude d'espèces différentes et même très éloignées ». Reprenant la tradition aristotélicienne, il décrit le singe comme « un animal sans queue, dont la face est aplatie, dont les dents, les mains, les doigts et les ongles ressemblent à ceux de l'homme et qui, comme lui, marchent debout sur leurs deux pieds ». L'auteur ne mentionne que trois espèces répondant à cette définition. Il y a d'abord le singe connu des anciens : le « pithèque » , dont la mention se borne à citer les auteurs antiques et qu'on doit distinguer du magot, qui bénéficie quant à lui d'une description détaillée par Daubenton. Vient ensuite le gibbon, qui a été rapporté sous ce nom des Indes orientales par Joseph François Dupleix, ancien gouverneur de Pondichéry. Buffon fait remonter l'étymologie du mot « gibbon » au cèbe de Pline. La troisième espèce est l'orang-outan, découvert dans « les parties méridionales de l'Afrique et des Indes ». Sous ce dernier terme, Buffon présente deux animaux, qui ne forment certainement « qu'une seule et même espèce », le Pongo et le Jocko. Le premier regroupe tous les hominidés décrits jusqu'alors : le terme « pongo » renvoie au récit de Battel (qui décrivait le gorille), qui est le même singe que l'orang-outan de Bontius, le satyre de Tulp, le pygmée de Tyson et l'Homo troglodytes de Linné. Le Jocko est un chimpanzé rapporté en France en 1740 et mort l'année suivante à Londres, et dont la dépouille naturalisée et le squelette étaient conservés au Cabinet du roi du Jardin des plantes de Paris. Buffon note dans l'anatomie et le comportement de « l'orang-outan » de nombreuses ressemblances troublantes avec ceux de l'homme. Il en conclut néanmoins que ces similitudes « ne les rapprochent pas de la nature de l'homme, ni même ne l'élèvent au-dessus de celle des animaux », « l'âme, la pensée, la parole ne dépendent pas de la forme ou de l'organisation du corps » et l'orang-outan ne parle pas et ne pense pas. Ainsi, le singe, d'après Buffon, n'imite pas l'homme mais contrefait ses mouvements. L'imitation suppose le dessein d'imiter, ce qui demande une suite de pensées dont le singe est incapable, et par conséquent « l'homme peut, s'il le veut, imiter le singe, alors que le singe ne peut pas même vouloir imiter l'homme ».
Buffon place deux « familles » à la suite des singes : les babouins et les guenons. Les premiers se caractérisent par leur queue courte, leur face allongée et leur museau large et relevé. Ils comprennent le Babouin proprement dit, le Mandrill et l'Ouandérou. Si la définition du naturaliste s'approche de celle du Cynocéphale antique, il estime néanmoins que les Anciens n'avaient pas de nom propre pour les babouins et que le Cynocéphale était en réalité le Magot, qui est quant à lui à mi-chemin entre les singes et les babouins, car il n'a qu'un appendice de queue : « quatrième singe ou premier babouin ». Les guenons sont les cèbes des auteurs antiques et se distinguent des singes et des babouins par leurs longues queues, et des makis par leurs quatre incisives au lieu de six. Buffon en liste neuf espèces : le Macaque, le Patas, le Malbrouck, le Mangabey, la Mone, le Callitriche, le Moustac, le Talapoin et le Douc. Tout comme le Magot est l'intermédiaire entre les singes et les babouins, Buffon considère qu'il existe une espèce dans l'intervalle entre les babouins et les guenons. Il s'agit d'un animal semblable aux premiers, mais doté d'une queue glabre, comme celle d'un cochon : le Maimon.

Squelette du Mococo, par Jacques de Sève (1765). Les modèles anatomiques qu'on fait « poser » sur un socle sont typiques de lHistoire naturelle.

Buffon s'insurge ensuite contre le fait que certains auteurs, dont Linné, aient pu utiliser les mêmes critères aristotéliciens pour nommer et classifier des animaux en dehors de l'Ancien Monde : « On a trouvé en Amérique des bêtes avec des mains et des doigts ; ce rapport seul a suffi pour qu'on les ait appelées singes ». Il introduit ainsi les deux termes de sapajous et de sagouins pour rassembler les singes du Nouveau Monde. Il remarque en effet que ces derniers diffèrent des singes de l'Ancien Monde par l'absence d'abajoues et de callosités sur les fesses, mais surtout qu'ils ont « la cloison des narines fort large et fort épaisse, et les ouvertures des narines placées à côté et non pas au-dessous du nez », alors que les singes, les babouins et les guenons ont « la cloison du nez mince, et les narines ouvertes à peu près comme celles de l'homme au-dessous du nez ». Cette différence de morphologie nasale est aujourd'hui encore reconnue comme distinction principale entre catarhiniens (du grec cata, « vers le bas », et rhinos, « nez ») et platyrhiniens (platus, « large »). Mais pour différencier les sapajous des sagouins, Buffon use une fois encore du critère antique de la queue : les premiers l'ont « […] « prenante », c'est-à-dire musclée de manière qu'ils peuvent s'en servir comme d'un doigt pour saisir et prendre ce qui leur plaît », les seconds l'ont « entièrement velue, lâche et droite ; en sorte qu'ils ne peuvent s'en servir en aucune manière ». Les sapajous comprennent cinq espèces présentées par taille décroissante : l'Ouarine (qui est la même espèce que l'Alouate), le Coaïta, le Sajou, le Saï et le Saïmiri. On compte de même manière six sagouins : le Saki, le Tamarin, l'Ouistiti, le Marikina, le Pinché et le Mico.
L'Histoire naturelle contient aussi les descriptions de quelques primates non simiens. L'auteur cite ainsi trois espèces de makis, le Mococo, le Mongous et le Vari, qui « paraissent confinés à Madagascar, au Mozambique et aux terres voisines de ces îles ». Il remarque également qu'ils « semblent faire la nuance entre les singes à longue queue et les animaux fissipèdes ». Buffon baptise encore le loris, « d'après le nom que les Hollandais ont donné à cet animal », et note qu'il « ressemble aux makis par les dents, mais [...] en diffère à tant d'autres égards, que la somme des différences l'emporte de beaucoup sur celle des ressemblances ». Enfin, l'académicien décrit séparément un animal dont il ignore l'origine mais qu'il rapproche de la gerboise. Remarquant la « longueur excessive de ses jambes de derrière », il le nomme temporairement « tarsier » (d'après les os du tarse) en attendant de savoir le « nom qu'il porte dans le pays qu'il habite ». Cette description et la gravure qui l'accompagne seront à l'origine de tous les noms scientifiques donnés ensuite à ces primates, en dépit de celle de Linné basée sur le « Magu » de Camel et Petiver.
Après la mort de Buffon en 1788, l'Histoire naturelle sera continuée par Bernard-Germain de Lacépède, et le recueil aura une influence considérable sur les Lumières. Rédigé dans une prose facilement accessible aux profanes et agrémenté de nombreuses illustrations, il est souvent discuté dans les salons de la deuxième moitié du siècle. Les noms nouveaux créés ou popularisés par Buffon entreront rapidement dans la langue courante et la plupart restent en usage aujourd'hui.

### Un siècle d'histoire naturelle: nommer, classer et décrire
Les travaux de Linné et Buffon donnent une impulsion majeure à la zoologie naissante : elle se voit peu à peu envahir par l'obsession d'organisation et de classification méticuleuses qui guidait plus tôt la botanique. Les publications des naturalistes confèrent peu à peu à l'animal un statut d'objet scientifique et l'introduisent dans un système de connaissances partagé par une communauté de chercheurs. En France, les événements politiques soutiennent cette transition : la Révolution donne naissance au Muséum national d'histoire naturelle, qui remplace en 1793 le Jardin royal des plantes médicinales, et Daubenton en devient le premier directeur. La nouvelle chaire de zoologie des mammifères et des oiseaux est confié à Étienne Geoffroy Saint-Hilaire, qui l'occupe pendant près d'un demi-siècle. Il prend comme assistant l'ambitieux Georges Cuvier, avec qui il signe plusieurs mémoires dont une classification des mammifères construite sur l'idée de subordination des caractères. Les deux hommes s'opposeront plus tard au sujet des idées transformistes défendues par Jean-Baptiste de Lamarck. Le fixisme de Cuvier sort vainqueur de ce débat précoce sur l'évolution des espèces et imprime pour un temps son mot d'ordre selon lequel le rôle du naturaliste se borne à « nommer, classer et décrire ».

#### Nommer
Si la proximité entre l'homme et les grands singes est déjà bien documentée au XVIIIe siècle à la suite des premiers travaux d'anatomie comparée, la proposition de Linné de les inclure dans un ordre unique est philosophiquement inacceptable. Les naturalistes s'évertuent donc à chercher le critère morphologique essentiel qui permette de confirmer le caractère exceptionnel de l'espèce humaine. Buffon est le premier à proposer de s'intéresser à la bipédie : « Faisons pour les mains un nom pareil à celui qu'on a fait pour les pieds, et alors nous dirons avec vérité et précision, que l'homme est le seul qui soit bimane et bipède, parce qu'il est le seul qui ait deux mains et deux pieds ; que le lamantin n'est que bimane ; que la chauve-souris n'est que bipède, et que le singe est quadrumane ». Il s'appuie pour cela sur les travaux de Daubenton, qui, après avoir étudié l'os occipital et la colonne vertébrale de « l'orang-outan », a prouvé que celui-ci était bien quadrupède, et non bipède comme on l'avait cru d'abord.

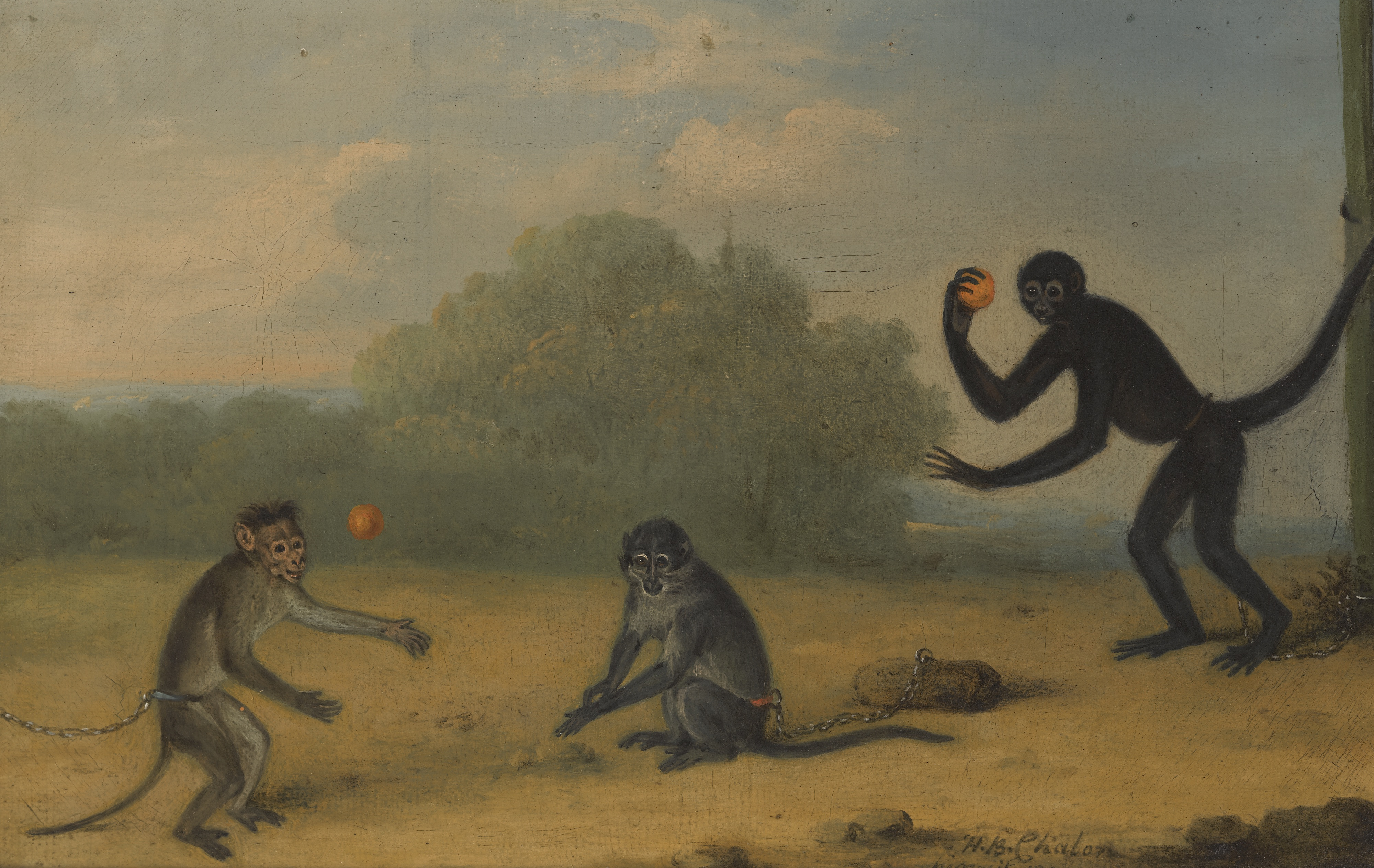
Trois singes en jeu (1820), huile sur canevas du peintre anglais Henry Bernard Chalon.

L'anthropologue et naturaliste allemand Johann Friedrich Blumenbach utilise ce concept en 1779 dans Handbuch der Naturgeschichte (« Manuel d'histoire naturelle ») et divise les Primates de Linné en trois ordres : les bimanes (« deux mains ») comprennent seulement le genre Homo, les quadrumanes (« quatre mains ») regroupent les singes et les makis, alors que les chiroptères (« mains ailées ») rassemblent les chauve-souris. La distinction est popularisée par Cuvier dans son Tableau élémentaire de l'histoire naturelle des animaux publié en 1797. Il décrit les quadrumanes comme les animaux qui ressemblent le plus à l'homme, si ce n'est que « les pouces de leurs pieds de derrière sont écartés des autres doigts comme ceux des mains » et que « leur bassin étroit, leurs talons peu saillants, les muscles de leurs cuisses et de leurs jambes trop faibles, ne leur permettent pas de se tenir debout aisément ».
C'est ainsi que quelques années à peine après sa création, l'ordre des primates disparaît pour près d'un siècle. Certains auteurs ressusciteront le terme, soit pour l'homme seul (Gray, 1821), soit comme synonyme plus ancien de quadrumanes (I. Geoffroy, 1852). D'autres proposeront de nouveaux critères de distinction pour séparer l'homme, comme la position debout (ordre des Erecta, Illiger, 1811) ou la taille du cerveau (sous-classe des Archencephala, Owen, 1863). C'est finalement le Britannique St. George Jackson Mivart qui, bien que critique des thèses de Darwin, réintégrera l'ordre des primates dans sa conception actuelle en 1873. Le débat restera vif pendant un demi siècle encore et jusque dans les années 1930, les scientifiques hésiteront à se référer à la dénomination choisie par Linné. Ces querelles terminologiques, et le questionnement philosophique qu'elles sous-entendent, expliquent en partie le développement tardif de la primatologie elle-même.

#### Classer
La nomenclature binominale s'impose très vite dans les sciences naturelles. En 1777, le naturaliste allemand Johann Christian Erxleben retravaille l'ordre de Primates tel que défini par Linné, mais en y incluant certaines suggestions de Buffon. Il divise ainsi le genre Simia pour n'y laisser que les « vrais singes » et crée les genres Papio pour les babouins et Cercopithecus pour les guenons. Afin de classer les sapajous et les sagouins de Buffon, il puise dans le référentiel antique en proposant les genres Cebus (d'après les cèbes d'Aristote) et Callithrix (d'après les callitriches de Pline).
Mais l'effervescence des découvertes rend vite caduque l'idée de circonscrire toute la diversité des singes et des makis à ce cadre antique. De nouveaux genres sont proposés, notamment par Johann Illiger à Berlin (Hylobates, les gibbons, Colobus, les colobes), et surtout par Étienne Geoffroy Saint-Hilaire qui en crée près d'une vingtaine dans son Tableau des Quadrumanes. Ce dernier est également à l'origine du réarrangement interne de l'ordre, non plus en fonction de la queue, mais de celui de la morphologie nasale. Il établit ainsi trois groupes : catarrhiniens (« nez vers le bas »), pour les singes de l'Ancien Monde, platyrrhiniens (« nez large »), pour les singes du Nouveau Monde, et strepsirrhiniens (« nez allongé ») pour les lémuriens.
En parallèle, John Edward Gray, du British Museum de Londres, soutient pendant un temps un système de classification éphémère développé par l'entomologue William Sharp Macleay et appelé système quinaire. Il propose que tous les taxons sont divisibles en cinq sous-unités et que si moins de cinq catégories sont connus, c'est qu'il reste à trouver le sous-groupe manquant. Gray applique ce système à la classification des mammifères et divise l'ordre des primates en Hominidae (humains et singes de l'Ancien Monde), Sariguidae (singes du Nouveau Monde), Lemuridae (prosimiens), Galeopithecidae (lémur volant) et Vespertilionidae (chauves-souris). Chaque famille est ensuite elle-même divisée, lorsque c'est possible, en cinq tribus. L'homme retrouve donc sa place parmi les primates et dans une famille où il est mêlé aux singes d'Afrique et d'Asie, bien qu'il soit le seule membre de sa tribu, les Hominina. Si le système quinaire a fait long feu et que Gray lui-même l'a abandonné dans ses publications ultérieures, les noms choisis pour les familles et les tribus ont pour la plupart été conservés.
Ces classifications s'étoffent aussi au fur et à mesure des nouvelles découvertes, qui viennent petit à petit compléter les catalogues établis par Linné et Buffon. Il y a d'abord les primates oubliés ou ignorés par les deux naturalistes : le potto de Bosman est ajouté dès la première traduction en allemand du Systema naturae par Philipp Statius Müller en 1766, alors que le sifaka de Flacourt n'est décrit formellement qu'en 1832 par Edward Turner Bennett. D'autres découvertes sont plus inattendues, comme l'aye-aye rapporté par Pierre Sonnerat en 1782. On le prend d'abord pour un écureuil (genre Sciurus), puis Étienne Geoffroy Saint-Hilaire le nomme en l'honneur de son mentor Daubenton (genre Daubentonia), tout en continuant de le considérer comme un rongeur. Si la place de l'aye-aye au sein des primates est désormais acquise depuis longtemps, ses relations exactes avec les lémuriens de Madagascar reste sujet à controverse. Mais de manière ironique, c'est le plus grand des primates qui échappe pendant longtemps aux recherches des zoologues occidentaux : ce n'est qu'en 1847 que le missionnaire américain Thomas Savage ramène du Liberia un crâne et des ossements de ce qu'il décrit d'abord comme une nouvelle espèce de chimpanzé : Le « gorille » d'Hannon a enfin été retrouvé. Isidore Geoffroy Saint-Hilaire (fils d'Étienne) le reconnait comme un nouveau genre (Gorilla) et l'ajoute à son Catalogue de 1851 : les mystères de l'ordre des primates semblent définitivement percés.

#### Décrire
Durant cette période gouvernée par les musées, l'étude des primates dans leur milieu naturel évolue peu. Ils survivent rarement aux voyages qui les ramènent vers l'Europe et c'est surtout leurs peaux et leurs squelettes qui enrichissent les collections. Faute de spécimens vivants à observer, et avant l'invention de la photographie, les planches illustrant les volumes de zoologie prennent une importance primordiale. Buffon avait pris grand soin à agrémenter son Histoire naturelle de nombreuses planches représentant les animaux dans des décors oniriques et mythologiques, confiées à Jacques de Sève pour les quadrupèdes, et ce souci esthétique perdure pendant plusieurs décennies. L'exemple le plus somptueux est certainement l'Histoire naturelle des singes et des makis de Jean Baptiste Audebert, publiée en 1799, qui comportent 61 planches in-folio représentant chacune un primate et coloriées à la peinture à l'huile. Le style évolue ensuite au début du XIXe siècle et la précision scientifique prend peu à peu le pas sur les considérations purement esthétiques. Soigneusement mesurés, décrits et classifiés, les primates n'existent ainsi réellement qu'au travers des planches illustrées des catalogues de musées et des squelettes qui s'accumulent peu à peu dans leurs vitrines. Et c'est surtout leur crâne qui est l'objet de toutes les attentions : l'angle facial devient le critère taxinomique par excellence et alimente le développement progressif du racialisme.

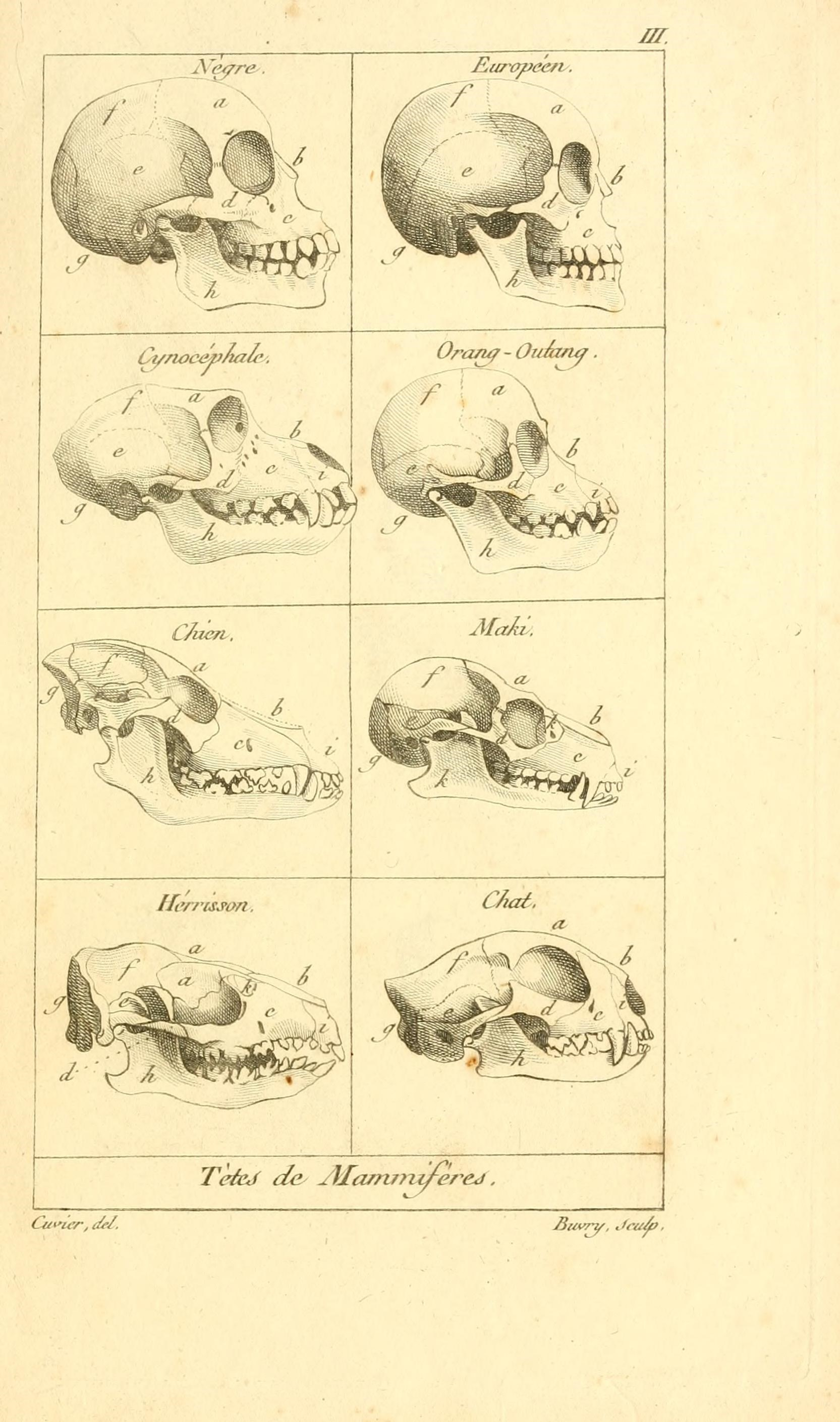
Tableau comparatif des crânes de plusieurs mammifères, dont certains primates, par Georges Cuvier (1797).
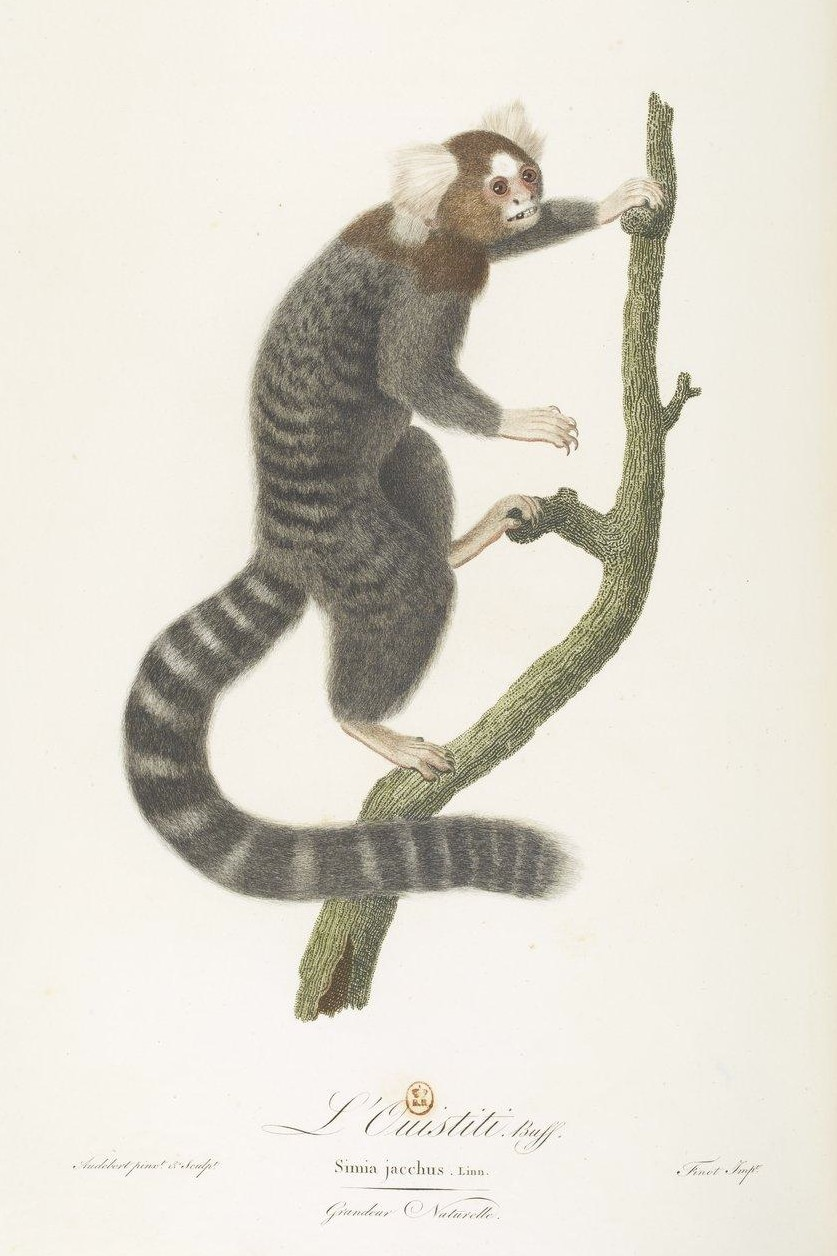
L'Ouistiti dans l'Histoire naturelle des singes et des makis de Jean Baptiste Audebert (1799).
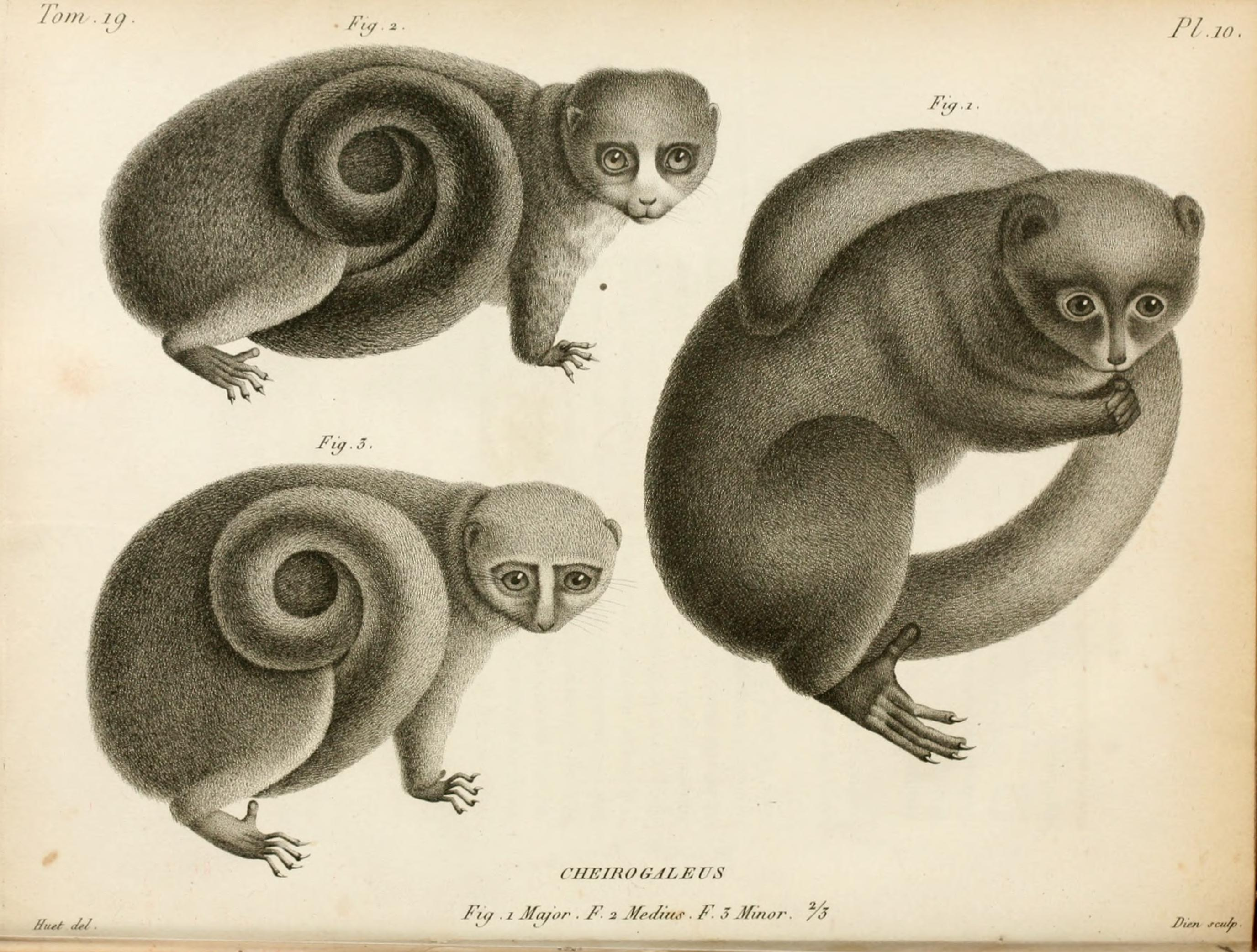
Gravure des trois premiers spécimens de chirogales rapportés par Étienne Geoffroy Saint-Hilaire (1812).
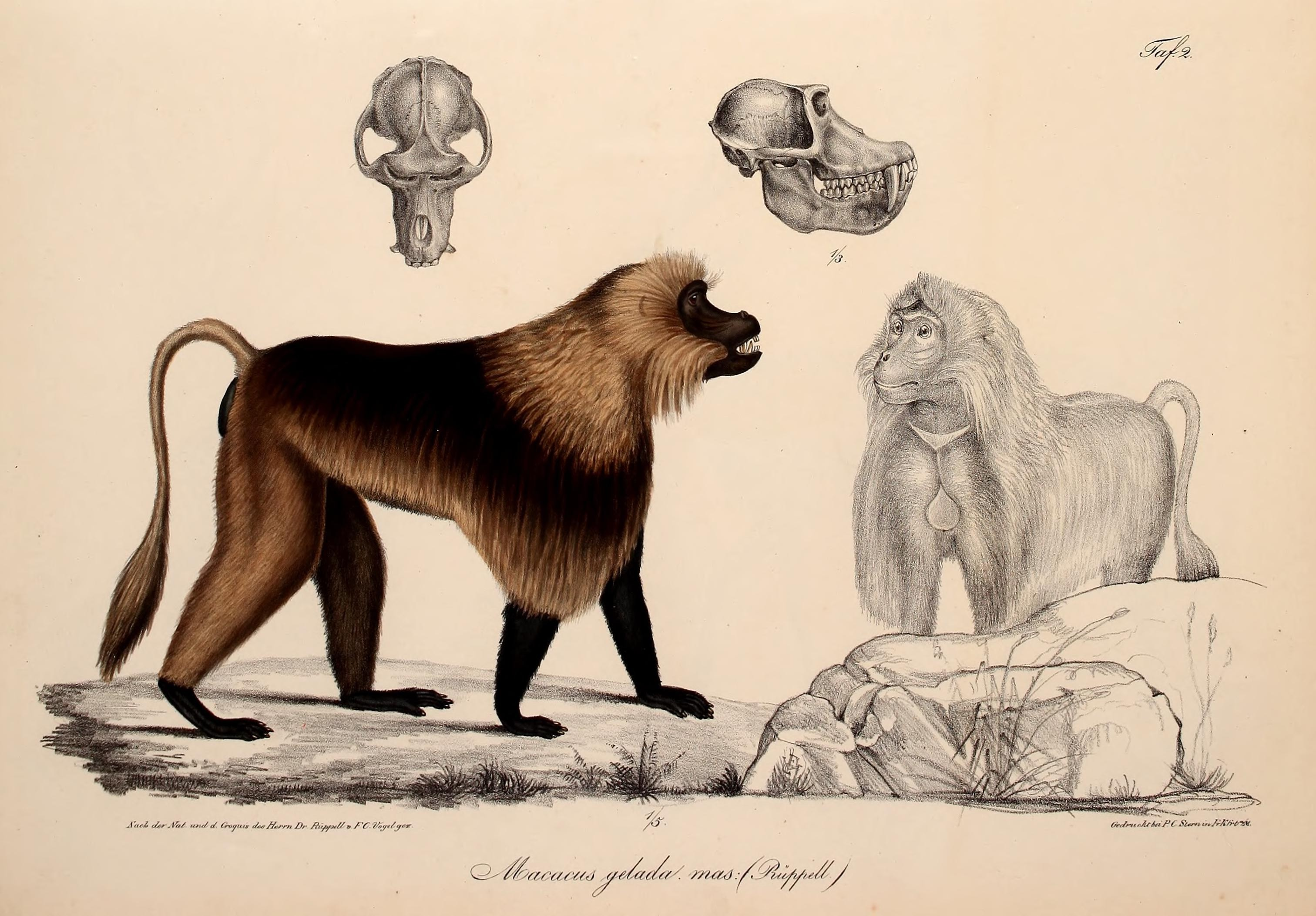
Illustration accompagnant la première description du Gélada par Eduard Rüppell (1835).
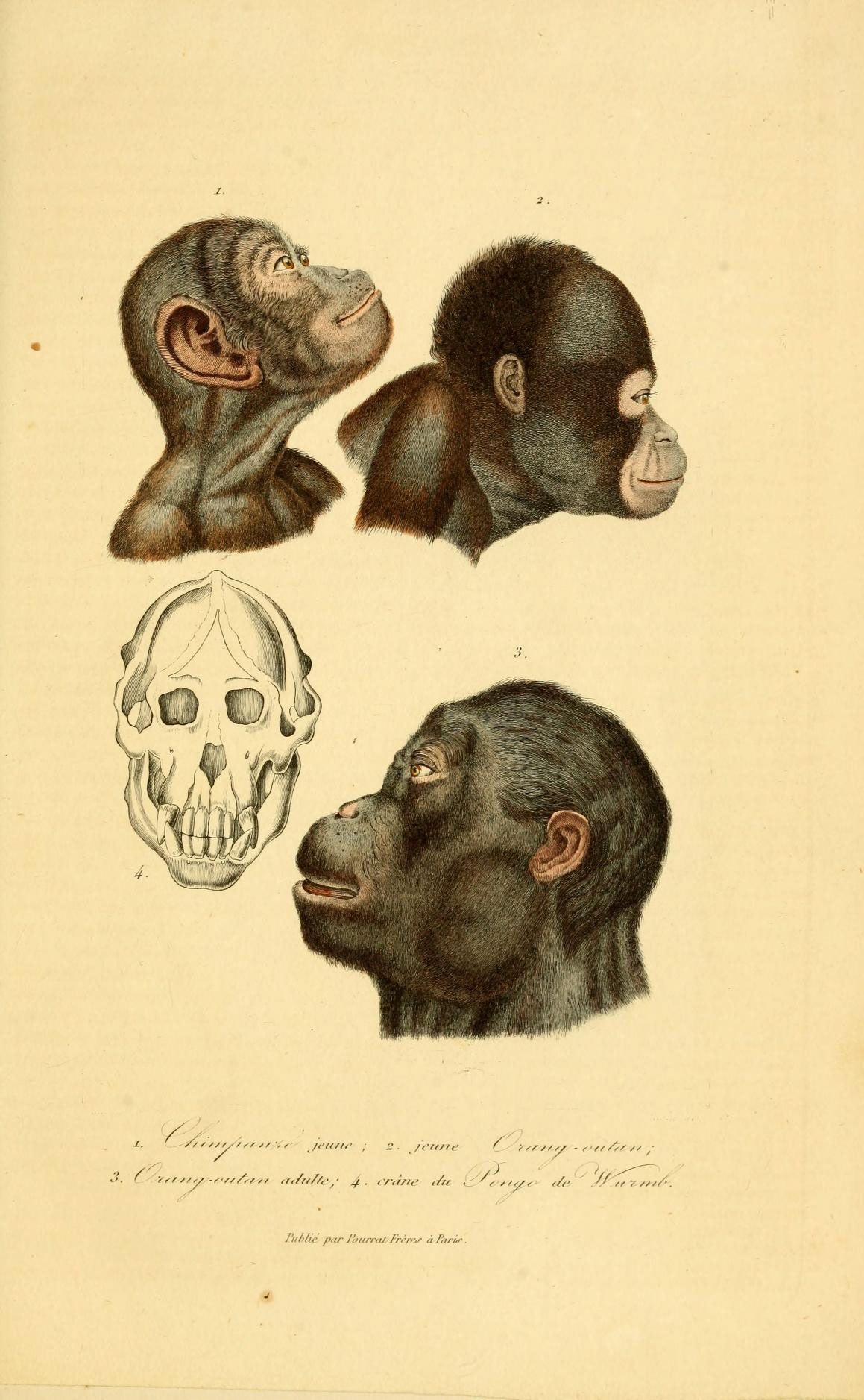
Têtes de chimpanzés et orang-outans dans les Compléments de Buffon de René Primevère Lesson (1838).
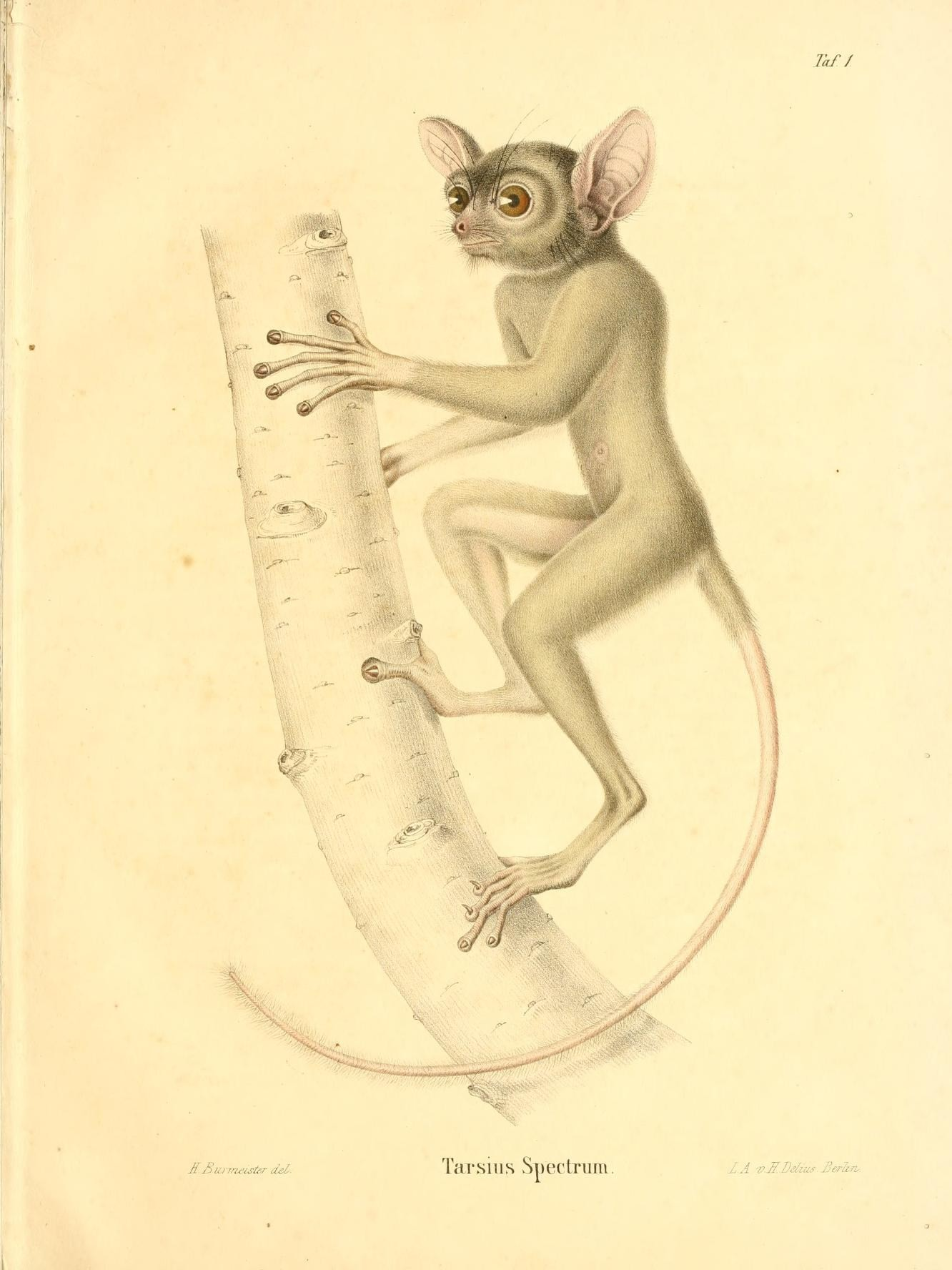
Le Tarsier spectre dans un ouvrage consacré au genre Tarsius par Hermann Burmeister (1846).
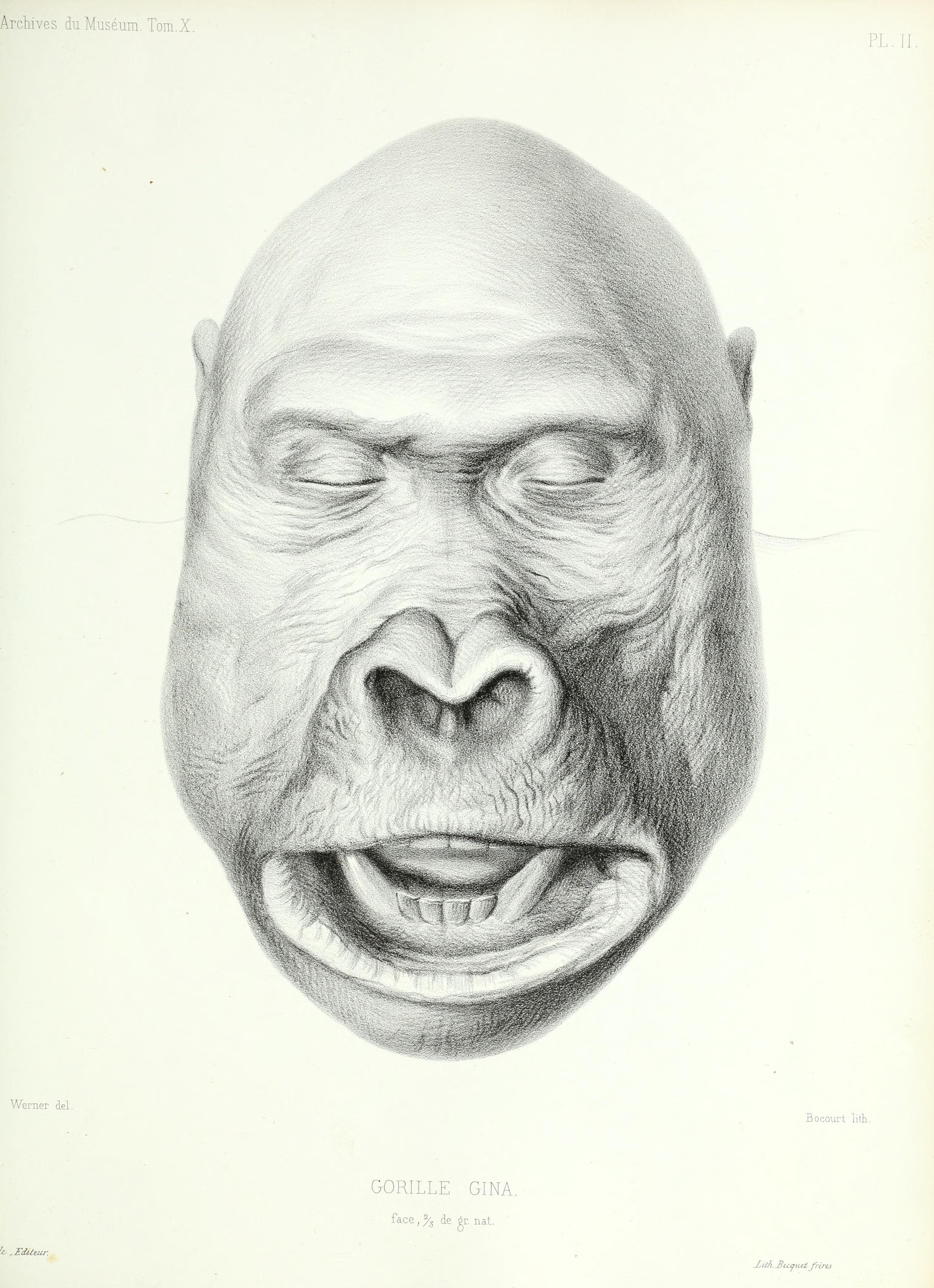
Tête de gorille accompagnant une communication d'Isidore Geoffroy Saint-Hilaire devant l'Académie des sciences (1858).

#### Tableau récapitulatif
Isidore Geoffroy Saint-Hilaire présente en 1851 un Catalogue des Primates qui marque l’achèvement de près d'un siècle d'efforts de classification. Si le nombre d'espèces (et la définition même d'espèce) a beaucoup évolué depuis, la majorité des genres de primates sont connus dans les années 1850 et la diversité de l'ordre est relativement cernée. Les genres qui seront décrits plus tard seront pour la plupart de simples réarrangements taxinomiques. Ainsi, l'influente classification des primates proposée par Colin Groves en 1993 ne compte que trois genres, par ailleurs monotypiques, dont l'espèce type n'était pas connue dans la première moitié du XIXe siècle. Le développement de la phylogénétique moléculaire a conduit depuis à certains redécoupages, plusieurs genres s'étant avérés paraphylétiques. On peut cependant néanmoins considérer que la mission débutée par Linné et organisée par Cuvier a déjà atteint son but (et ses limites) lorsque Charles Darwin rédige la thèse qui en changera radicalement l'orientation.

## La révolution darwinienne (1860-1930)

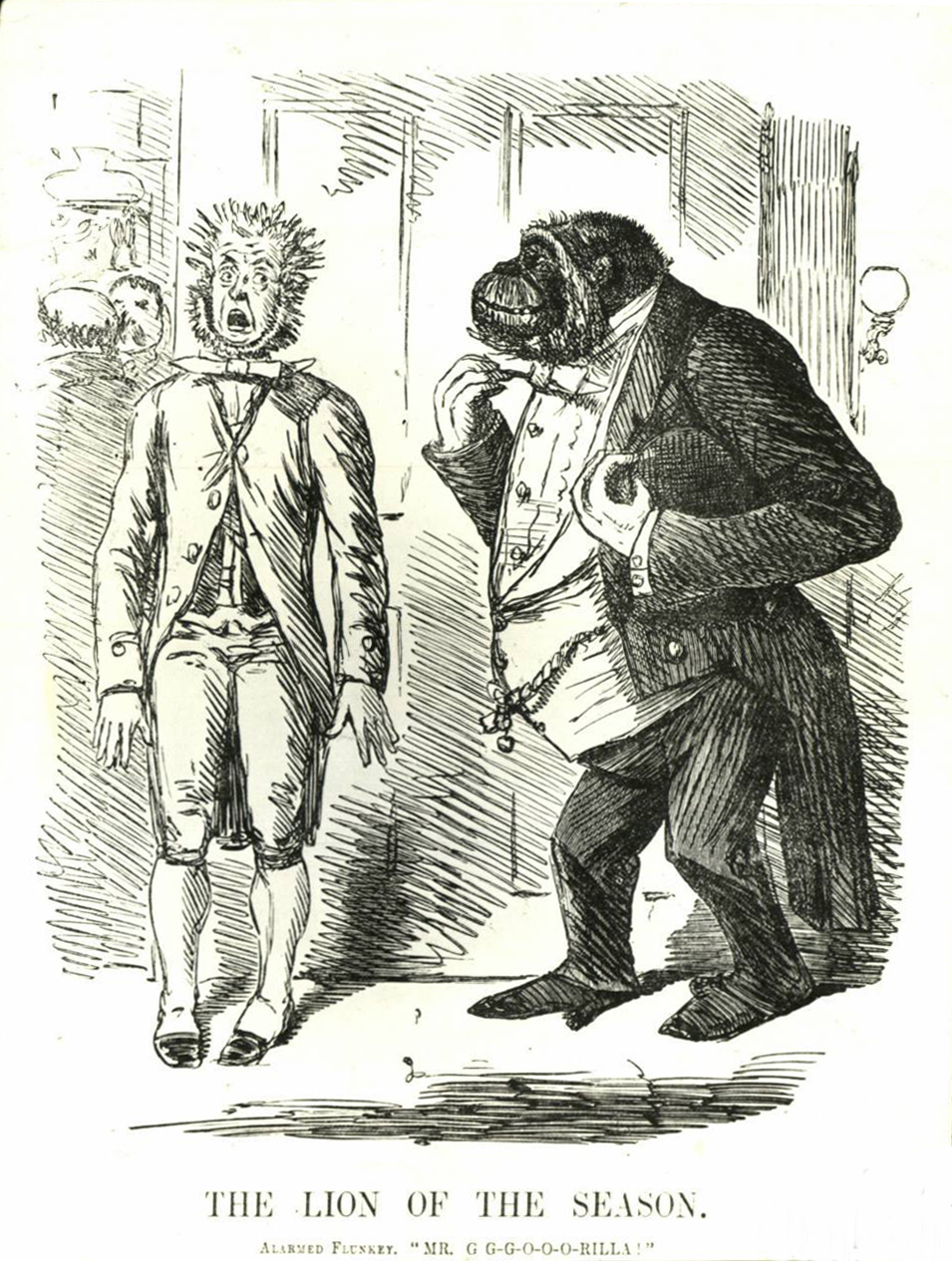
Caricature de la gazette Punch de 1861 reflétant le sujet à la mode du moment : les grands singes s'invitent au bal des humains.

Les processus de pensée menant au développement de la primatologie ont pris racine lorsque la théorie de Charles Darwin sur l'évolution par la sélection naturelle a été utilisée pour la première fois par Thomas Huxley pour interpréter la biologie comparée des humains et des grands singes. En introduisant un facteur temporel dans l'organisation du vivant, Darwin est le premier à démontrer que la classification des espèces doit être hiérarchique et généalogique, et bouleverse par là les conceptions fixistes qui prévalaient depuis Aristote. La tempête philosophico-religieuse qui s'abat alors sur le monde scientifique est partiellement due à l'une des conséquences primordiales des thèses darwinistes : la réintégration de l'homme parmi les animaux et la révélation des liens de parenté qui le relie aux autres primates. Cette dernière hypothèse souffre néanmoins de preuves physiques pour convaincre tous les esprits et la recherche du « chaînon manquant » occupe de nombreux paléontologues au tournant du XXe siècle. Ce n'est que lorsque l'hérédité simienne de l'homme moderne sera devenu irréfutable que les chercheurs développeront peu à peu les conditions de maintien en captivité, et plus tard de recherche sur le terrain, permettant l'étude des primates et la naissance de la primatologie comme discipline distincte de la zoologie.

### Darwin, primatologue avant l'heure
En 1831, le jeune Charles Darwin s'embarque pour un voyage de cinq ans à bord du Beagle, au cours duquel il établit sa réputation de naturaliste en décrivant de nombreux spécimens nouveaux de plantes, d'animaux et de fossiles. Ses observations sur les schémas biogéographiques des îles Galápagos le font douter quant à la théorie, alors dominante, de fixité des espèces et dès son retour il entame la rédaction de carnets sur le transformisme. Influencé par les idées similaires exprimées par son contemporain Alfred Wallace, Darwin se décide à publier sa théorie de l'évolution en 1859 sous la forme du célèbre ouvrage L'Origine des espèces. Si l'idée même selon laquelle toutes les espèces vivantes ont évolué au cours du temps à partir d'ancêtres communs n'est pas nouvelle pour ses contemporains, la thèse de Darwin a cela de révolutionnaire qu'elle en précise pour la première fois le processus : la « sélection naturelle ».
Le débat acrimonieux entre scientifiques, théologiens et philosophes qui succède à la publication de l'œuvre se focalise très vite sur le postulat scandaleux qui en dérive : non seulement les humains ont évolué, mais ils ont évolué à partir d'un ancêtre simien. Pourtant, le principe n'est pas exprimé comme tel dans L'Origine des espèces, et les références aux primates en sont quasiment inexistantes. La seule mention n'a d'ailleurs aucun lien avec les humains, puisqu'il s'agit d'une réflexion sur la queue préhensile des singes américains, dans laquelle Darwin s'interroge pourquoi les cercopithèques africains ne sont pas dotés d'un pareil organe. Sa seule allusion à l'évolution chez l'homme est l'affirmation, discrète, que « des lumières seront jetées sur l'origine de l'homme et son histoire ».
La contribution propre de Darwin à la question de l'évolution humaine ne viendra qu'un décennie plus tard. Dans La Filiation de l'homme et la sélection liée au sexe (1871), le naturaliste étudie « premièrement, si l'homme, comme toutes les autres espèces, descend d'une forme préexistante, deuxièmement, la manière de son développement, et troisièmement, la valeur des différences entre les prétendues races de l'homme ». Dans L'Expression des émotions chez l'homme et les animaux (1872), il cherche « à déterminer, indépendamment de l'opinion commune, à quel point les mouvements particuliers des traits et des gestes expriment réellement certains états d'esprit ». Cet ouvrage, écrit après que Darwin a passé de nombreuses semaines à observer les singes du Zoo de Londres, est certainement le premier exemple historique d'étude sur le terrain en primatologie. Il faudra attendre les années 1960 avant que le thème de l'expression faciale et de la communication gestuelle des primates ne soit repris par d'autres scientifiques. Au total, entre ces deux ouvrages, Darwin mentionne près de 50 espèces de primates et sa perception de leur comportement en relation avec celui des humains était particulièrement avancée pour l'époque. Le primatologue Ian Tattersall estime que Darwin a prédit une grande partie des développements qu'ont connu la paléoanthropologie et la primatologie durant les presque 150 années qui ont suivi la publication de ses œuvres.

### Huxley: la place de l'homme dans la nature

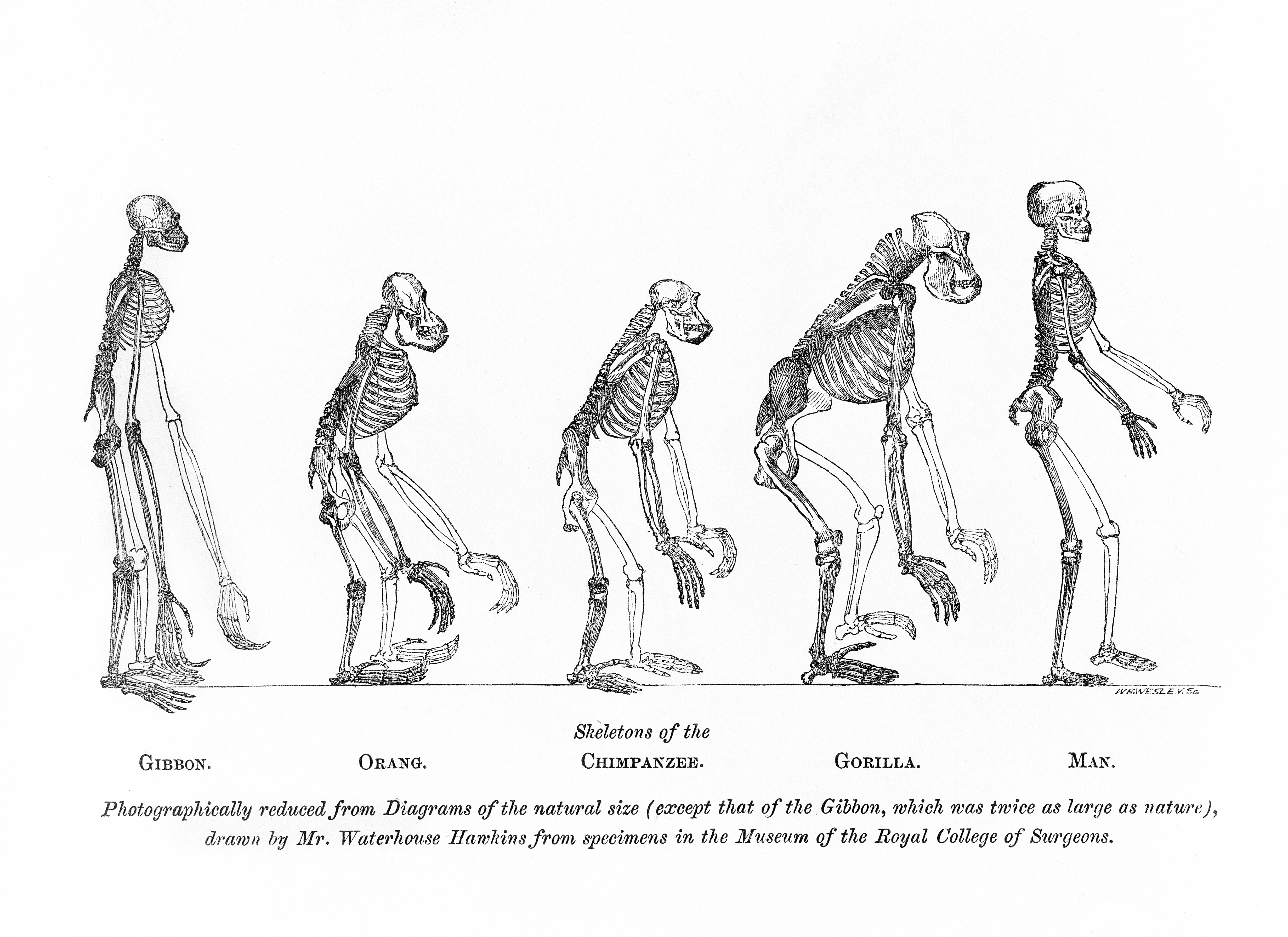
Le célèbre frontispice du livre de Huxley souligne les similitudes anatomiques entre les squelettes du gibbon, de l'orang-outan, du chimpanzé, du gorille et de l'être humain.

On peut considérer que l'intérêt des scientifiques pour le comportement naturel des primates nait réellement à la suite d'une dispute célèbre, connue sous le nom de débat d'Oxford. Elle oppose Samuel Wilberforce, évêque d'Oxford, au zoologiste Thomas Huxley, ami et défenseur de Darwin, lors de l'assemblée annuelle de l'Association britannique pour l'avancement des sciences du 30 juin 1860. Après avoir vivement critiqué l'Origine des espèces publié quelques mois plus tôt, l'évêque moque Huxley en lui adressant la question suivante : « Est-ce du côté de votre grand-père ou de votre grand-mère que vous prétendez descendre des singes ? ». Ce à quoi Huxley rétorque : « La question m'est posée si je préférerais avoir un singe misérable pour grand-père ou un homme hautement doté par la nature et possédant de grands moyens d'influence, mais qui emploie ces facultés et cette influence dans le seul but d'introduire le ridicule dans une discussion scientifique sérieuse — j'affirme sans aucune hésitation ma préférence pour le singe ».
En conséquence de cet affrontement légendaire, Huxley recevra le surnom de « bouledogue de Darwin ». À l'origine pourtant, ce professeur d'histoire naturelle de la Royal School of Mines avait rejeté la théorie de la transmutation de Lamarck, au motif qu'il n'y avait pas suffisamment de preuves pour l'étayer. Mais en découvrant le principe de sélection naturelle tel qu'énoncé par Wallace et Darwin, il s'exclame : « Comme c'est extrêmement stupide de ne pas avoir pensé à ça ! ». À cette époque, il s'oppose déjà aux théories du paléontologue Richard Owen, qui propose de classer les mammifères selon la taille et la morphologie de leur cerveau, et qui place l'être humain dans une sous-classe distincte, les « Archencéphales ». En mars 1858, Huxley confronte ses étudiants de la Royal Institution à des squelettes de gorille, d'humain et de babouin, et déclare : « Maintenant, je suis tout à fait sûr que si nous avions ces trois créatures fossilisées ou conservées dans l'alcool à titre comparatif et que nous étions des juges sans préjugés, nous devrions tout de suite admettre qu’il n'a guère plus de différences entre le Gorille et l’Homme qu’il n’en existe entre le Gorille et le Cynocéphale ». La dissension entre Owen et Huxley donne lieu à un autre débat historique, deux jours avant celui qui l'oppose à Wilberforce, autour de l'hippocampe mineur. Owen prétend en effet que cette structure particulière du cerveau humain le distingue des autres mammifères, ce que Huxley s'engage à réfuter.
Ces controverses le conduisent à publier en 1863 La Place de l'homme dans la nature, ouvrage majeur pour la reconnaissance de la théorie de l'évolution et le développement de la primatologie moderne. Ce tout premier « manuel » d'anthropologie physique comprend trois parties : dans la première, Huxley compile toutes les connaissances de l'époque sur les primates dans leur habitat naturel ; la seconde section est consacrée à l'anatomie comparée entre l'homme et différents animaux, alors que la troisième partie recense les fossiles humains connus.

### Apports de la paléontologie

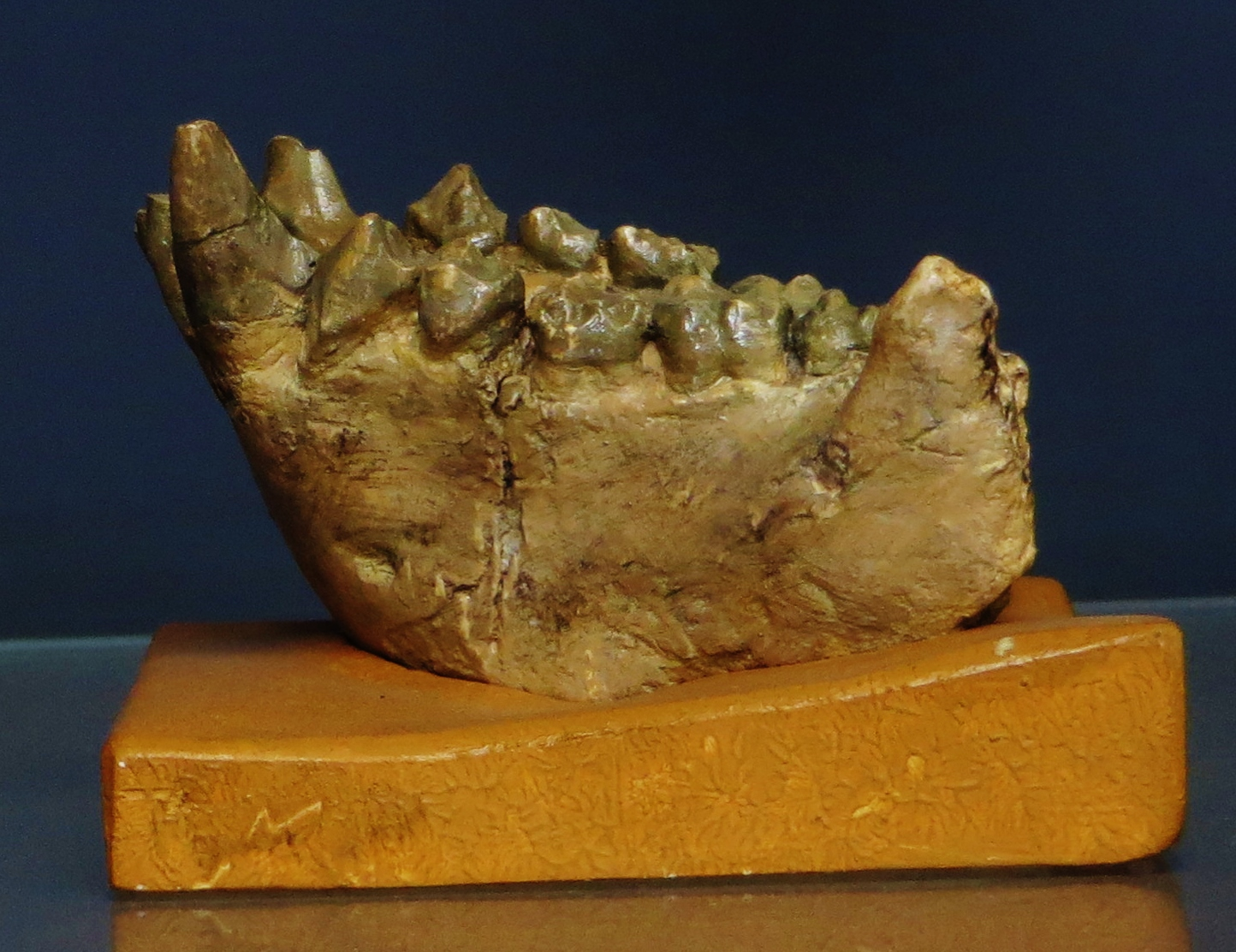
Fragment de mandibule d'un dryopithèque, premier fossile de grand singe décrit en 1856, conservé au Muséum national d'histoire naturelle.

Les scientifiques du début du XIXe siècle étaient familiers avec les thèses géologiques sur l'âge de la Terre, ainsi qu'avec les preuves fossiles d'animaux éteints à une époque lointaine. Il était néanmoins accepté que l'histoire de l'humanité était relativement courte : en effet, les sources historiques de l'Antiquité gréco-romaine, ainsi que les textes anciens indiens ou chinois, s'accordaient pour dater l'apparition des humains à moins de 10 000 ans. Cette datation avait l'avantage d'être compatible avec la chronologie des textes bibliques qui situe la création d'Adam au début du IVe millénaire av. J.-C. Bien qu'il soit souvent considéré comme l'un des fondateurs de la paléontologie, Georges Cuvier exclut l'homme de ses thèses catastrophistes et déclare en 1812 que « l'homme fossile n'existe pas ». L'ironie du sort veut que Cuvier ait découvert, sans le savoir, le premier primate fossile : en 1822, il décrit sous le nom d'Adapis des restes de mâchoires et de crâne extraits des carrières de gypse de Montmartre, qu'il attribue par erreur à un ongulé préhistorique. Son disciple, Édouard Lartet, découvre dans le Gers en 1837 le premier fossile de primate reconnu comme tel. Considéré alors comme un gibbon, cette découverte sème le doute parmi les scientifiques qui découvrent que des singes vivaient peut-être à une époque révolue sous une latitude bien éloignée des forêts tropicales. Isidore Geoffroy Saint-Hilaire n'hésite pas à déclarer devant l'Académie des Sciences que « la découverte de la mâchoire fossile du singe de M. Lartet […] parait appelée à commencer une ère nouvelle du savoir humanitaire ». Trois ans plus tard, Blainville nomme ce fossile Pithecus antiquus (« singe antique »), puis en 1849 Paul Gervais crée un genre séparé, le premier pour un primate fossile, Pliopithecus.

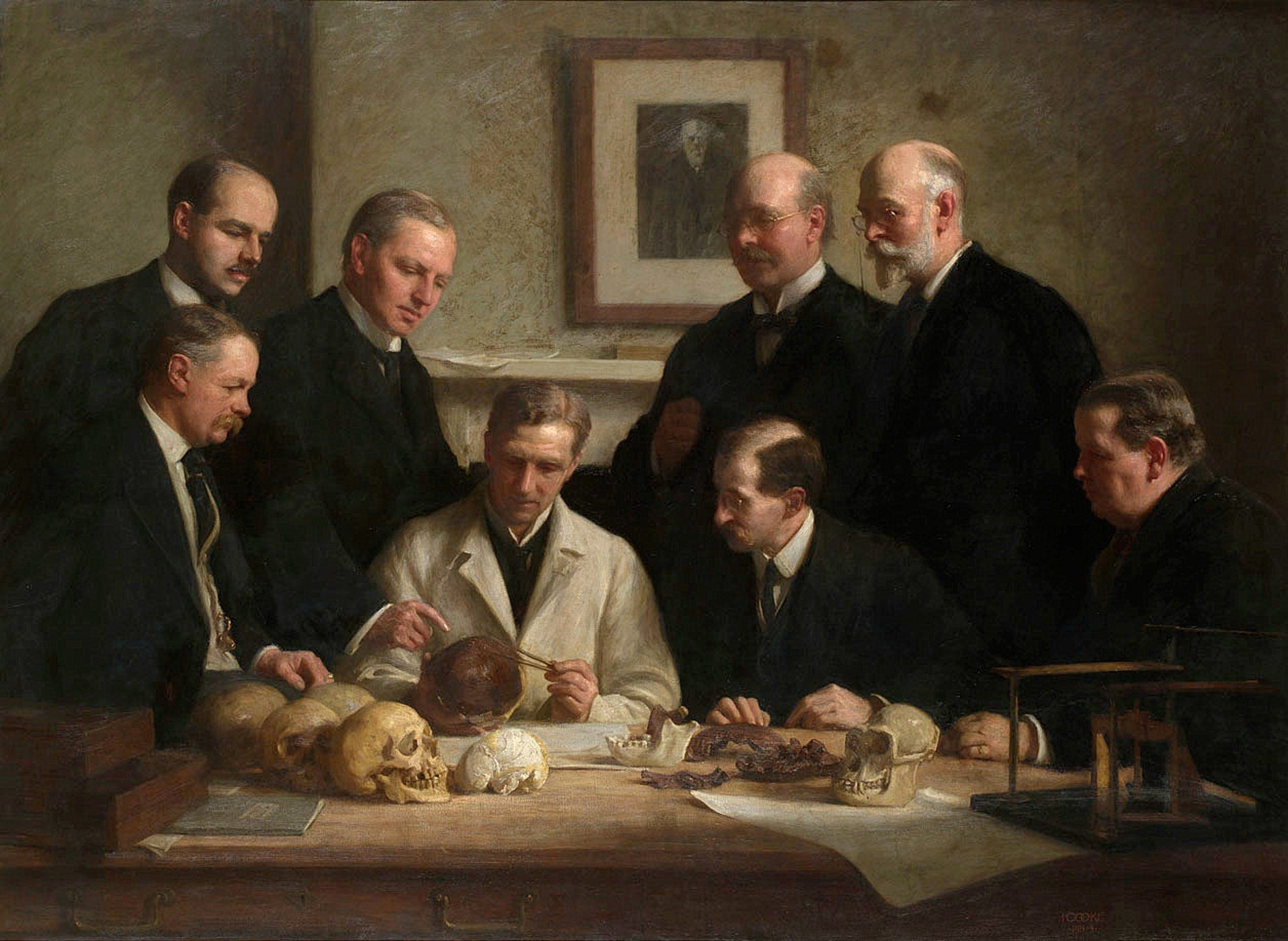
Peinture réalisée en 1915 figurant les protagonistes de la découverte de l'homme de Piltdown. En arrière-plan, un portrait de Darwin en rappelle les enjeux.

Ainsi, il est important de souligner que lorsque Darwin propose sa théorie de l'évolution, le nombre de fossiles de primates connus est extrêmement limité. Ses hypothèses relatives à l'évolution humaine sont donc avant tout basées sur des comparaisons anatomiques et physiologiques entre l'homme et les autres primates. En 1863, le géologue irlandais William King est le premier à défendre l'idée que les ossements découverts en 1856 dans la vallée de Néander, en Allemagne, appartiennent à une race éteinte d'êtres humains. L'année suivante, il décrit l'Homme de Néandertal (Homo neanderthalensis), premier fossile humain de l'histoire. En 1868, c'est le fils d'Édouard Lartet, Louis, qui découvre des restes d'humains dans l'abri de Cro-Magnon en Dordogne. On réalise alors que ce sont les hommes de Néandertal et de Cro-Magnon qui ont fabriqué les nombreux artéfacts paléolithiques retrouvés sur tout le continent européen. Mais malgré le grand intérêt soulevé par ces découvertes, ces fossiles ne présentent pas aux yeux des évolutionnistes les caractéristiques de l'ancêtre commun qui prouverait le lien entre les singes et les hommes. S'il est alors évident que ce « chaînon manquant », s'il existe, doit être recherché hors d'Europe, on pense alors le trouver non pas en Afrique (comme l'avait pourtant suggéré Darwin), mais en Asie. Ernst Haeckel, qui participe à la diffusion de la théorie de Darwin, donne un nom à cet ancêtre hypothétique (Pithecanthropus alalus) et suggère qu'il évoluait probablement en Asie du Sud-Est. Cette théorie est suivie vingt ans plus tard par l'anatomiste néerlandais Eugène Dubois, alors en poste comme médecin militaire sur l'île de Java, aux Indes orientales. En 1895, il présente ses travaux sur les restes de celui qu'il appelle Pithecanthropus erectus, en l'honneur de Haeckel, et qu'il considère comme le fameux chaînon manquant. L'Homme de Java, bien que désormais rattaché au genre Homo (Homo erectus), entre dans l'histoire comme le premier humain fossile découvert hors d'Europe. Mais les fossiles du Vieux Continent continuent d'attirer l'attention au début du XXe siècle, notamment celui d'Homo heidelbergensis découvert près de Heidelberg en 1907, et surtout celui de l'homme de Piltdown, un crâne retrouvé dans le Sussex en 1908. Ce canular, qui assemblait les crânes d'au moins deux spécimens humains modernes à une mandibule d'orang-outan, a semé le trouble pendant près d'un demi-siècle dans la phylogénie des hominidés et n'a été finalement révélé qu'en 1953 grâce à des analyses au fluorure (en). On ignore toujours qui en sont les auteurs, bien que plusieurs paléontologues aient été soupçonnés, mais il s'agissait clairement d'une dernière tentative de discréditer la théorie de l'évolution.

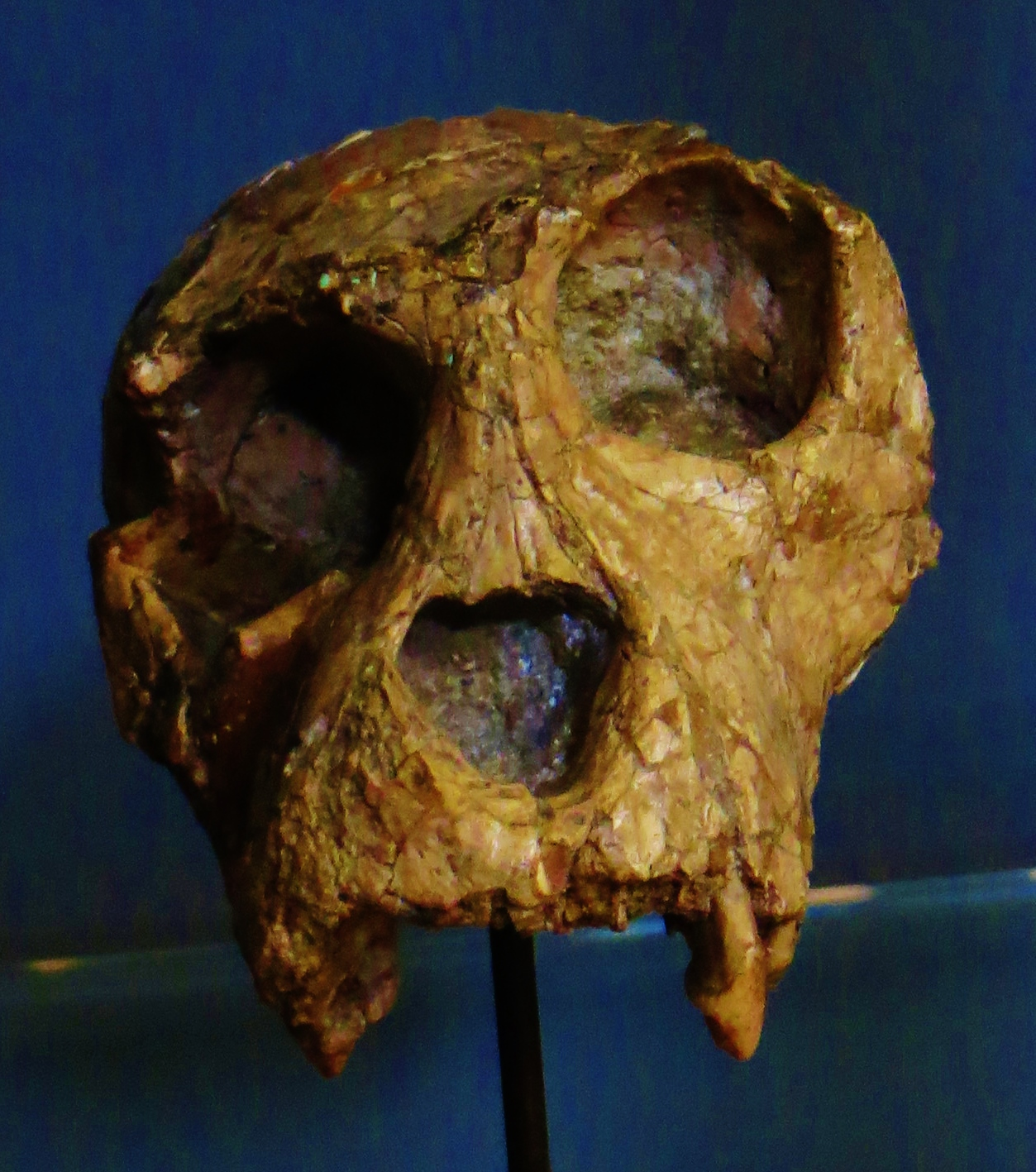
Crâne de ', l'un des premiers fossiles de cercopithecidés découvert dans le Roussillon par Charles Depéret en 1889.

Durant la même période, la découverte de fossiles de primates non-humains contribue à éclairer peu à peu leur propre histoire évolutive. L'Adapis de Cuvier est reconnu pour la première fois en 1859, et d'autre Adapiformes sont découverts au cours de la deuxième moitié du XIXe siècle. Ces primates primitifs, dont le rang exact reste débattue bien qu'on les considère actuellement comme un groupe frère des strepsirrhiniens, évoluaient en Amérique du Nord et en Europe durant tout l'Éocène. Joseph Leidy, qui découvre Notharctus dans les Montagnes Rocheuses en 1870, pense qu'il s'agit d'une sorte d'ongulé carnivore. Plus progressif, Ludwig Rütimeyer considère comme un primate le fossile de Caenopithecus qu'il retrouve à Egerkingen, en Suisse. En Asie, un premier hominidé fossile est décrit en 1879 dans le Siwalik indien par Richard Lydekker sous le nom de Palaeopithecus. En 1910, Guy Ellcock Pilgrim découvre dans la même région un autre fossile, qu'il baptise Sivapithecus en l'honneur du dieu hindou Shiva, et qui s'avérera ensuite comme appartenant au même genre. Les premiers catarrhiniens sont découverts en Égypte dans la dépression du Fayoum par le collectionneur amateur allemand Richard Markgraf en 1907. Il transmet sa découverte, une mandibule, au paléontologue Max Schlosser, qui la décrit sous le nom de Propliopithecus, car elle ressemble à celle du Pliopithecus de Lartet. Cette caractéristique lui vaut d'être considéré pendant longtemps comme un hominoïde primitif, car on ne pouvait imaginer à l'époque que certains traits morphologiques des grands singes puissent être en réalité primitifs pour les catarrhiniens actuels.
Jusqu'au début des années 1930, les fossiles d'hominidés connus ne permettent pas encore de proposer un schéma clair de l'évolution humaine. Les théories abondent cependant dans la deuxième partie du XIXe siècle, même si la plupart manquent de preuves physiques pour prendre le dessus. Ainsi le paléontologue Edward Drinker Cope suggère que les humains ont évoluer à part depuis des lémuriens de l'Éocène et ne sont pas du tout passé par un stade anthropoïde. D'autres comme le Suisse Carl Vogt ou le Français Abel Hovelacque soutiennent un schéma polyphylétique, selon lequel les différentes races humaines ont évoluer séparément à partir d'ancêtres simiens distincts. Ces théories persistent dans la première partie du XXe siècle : le Britannique Frederic Wood Jones défend dans La Place de l'Homme parmi les Mammifères publiée en 1929 que les humains se sont séparés des singes à l'origine de l'arbre évolutif des primates, que leur ancêtre commun est un tarsier primitif, et que leurs traits communs sont dus à une évolution parallèle. Marcellin Boule ou Henry Fairfield Osborn partagent quant à eux la vision que les lignées anthropoïde et humaine se sont séparées dès l'Oligocène et que des humains anatomiquement modernes existaient déjà au Pliocène.

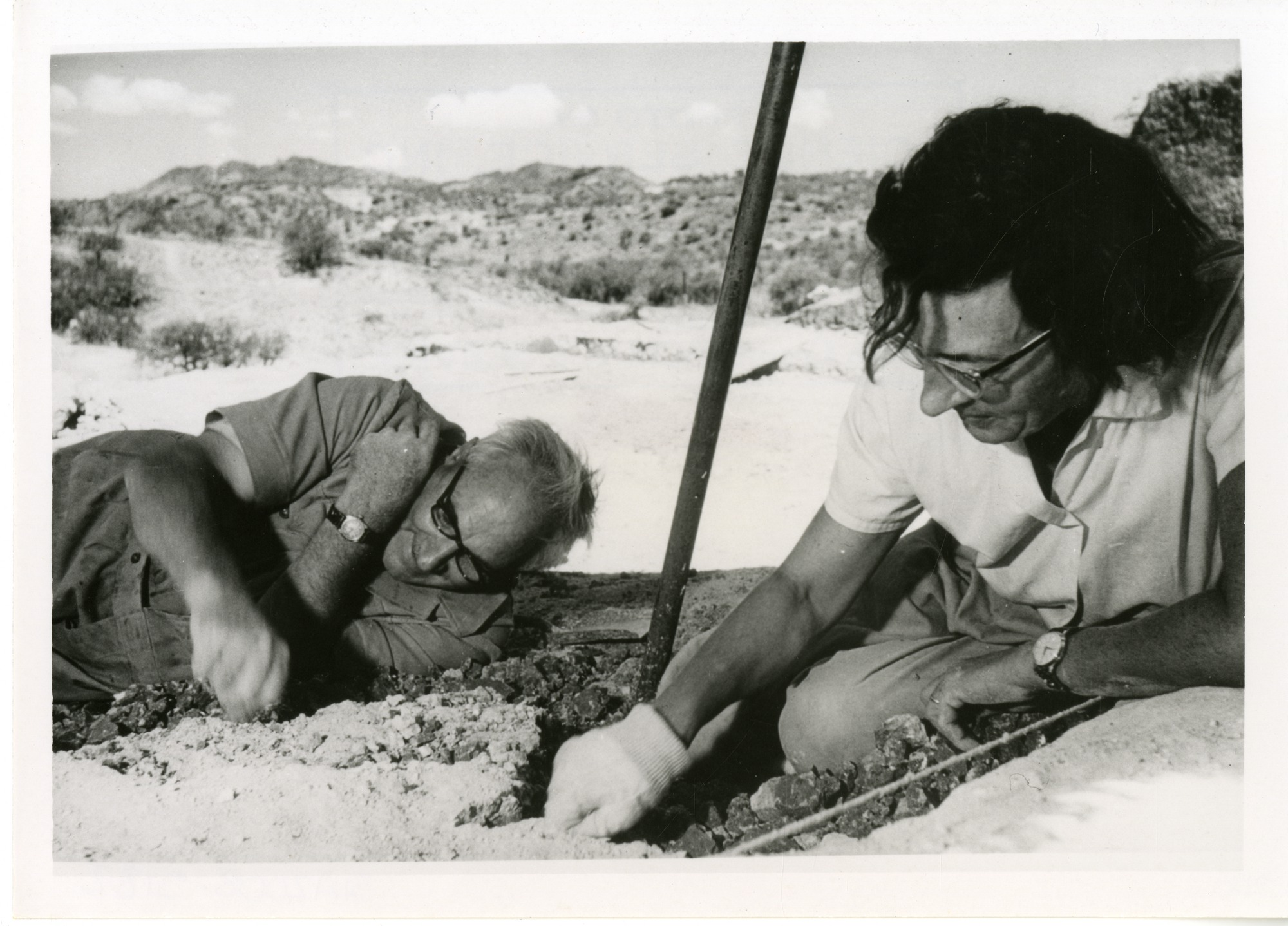
Mary Leakey et son mari Louis menant des fouilles sur le site d'Olduvai, en Tanzanie.

Mais en 1924, alors que l'intérêt du monde scientifique est plutôt tourné vers l'Asie où l'on a découvert en 1921 un nouvel hominidé baptisé Sinanthropus, l'Australien Raymond Dart obtient le crâne partiel d'un jeune primate extrait d'une carrière sud-africaine. Il baptise l'année suivante sa trouvaille Australopithecus africanus et maintient que « l'enfant de Taung » est un intermédiaire entre l'Homme et les grands singes. Cette découverte est reçue avec le plus grand scepticisme par la communauté scientifique, mais Dart reçoit le soutien du paléontologue Robert Broom qui entame des fouilles supplémentaires pour supporter son idée. En 1936, il trouve les fragments crâniens d'un autre hominidé à Sterkfontein, Plesianthropus transvaalensis (qui s'avère finalement être la même espèce que l'enfant de Taung), et en 1938 à Kromdraai le crâne d'une espèce plus robuste, Paranthropus robustus. À partir des années 1940, l'idée que les australopithèques pourraient constituer une étape de l'évolution humain commence à s'imposer. Elle reçoit le soutien de l'anatomiste britannique Wilfrid Le Gros Clark, qui avait violemment critiqué la théorie de l'ancêtre tarsier de Wood Jones en publiant en 1934 Les premiers précurseurs de l'Homme, et qui se laisse convaincre que les humains ont bien un ancêtre anthropoïde. L'origine africaine de la lignée humaine est confirmée par les recherches, débutées dans les années 1930, de Louis et Mary Leakey au Kenya et en Tanzanie. En 1933, ils trouvent sur l'île de Rusinga du lac Tanganyika le crâne de la première espèce de Proconsul, l'un des plus anciens hominoïdes connus. Ces découvertes qui démontrent enfin les théories de Darwin et de Huxley et donc prouvent le lien ténu entre les grands singes et les humains modernes sont le catalyseur de l'intérêt pour les recherches sur les primates et au développement de la primatologie nord-américaine d'après-guerre.

### Ménageries, nurseries et stations de recherche
Le principal obstacle à l'étude des primates a longtemps été constitué par les difficultés à maintenir ces animaux en captivité. En effet, le stress provoqué par la capture et le voyage, puis les difficultés d'adaptation aux conditions climatiques limitaient sérieusement leur survie dans les ménageries et les jardins zoologiques. Cette contrainte a été soulignée par de nombreux auteurs des XVIIIe et XIXe siècles, et Darwin écrivait en 1871 qu'un grand singe ne pourrait jamais être amené à maturité sous un climat européen.

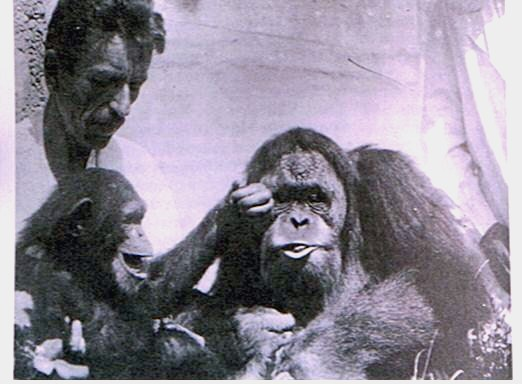
Un chimpanzé et un orang-outan avec un gardien dans les années 1910 à la Maison jaune, première station de recherche sur les primates.

Les tentatives de maintien de singes en captivité prennent ainsi place initialement soit dans leurs régions d'origine, soit dans des régions présentant des conditions climatiques similaires. Les premiers exemples historiques sont en réalité le fruit du hasard. Ainsi, l'île de Saint-Christophe dans les petites Antilles est toujours peuplée de plusieurs milliers de cercopithèques africains, introduits depuis le Sénégal par les marchands d'esclaves à la fin du XVIIe siècle. L’île Maurice comprend plus de 30 000 macaques crabiers originaires de Java, dont l'introduction remonte à la même époque. Darwin rapporte que, dans les années 1820, le naturaliste suisse Johann Rengger avait maintenu pendant sept ans une petite colonie de sapajous dans son habitat naturel au Paraguay. Mais la première vraie nurserie de primates est fondée en 1906 par Rosalía Abreu, une riche Cubaine qui installe une ménagerie privée dans le parc de sa demeure près de La Havane. Elle est la première à constater la naissance d'un chimpanzé en captivité, et à démontrer que les primates peuvent vivre avec la même longévité que dans leur milieu naturel, s'ils sont maintenus dans de bonnes conditions. Lorsque la ménagerie est démantelée en 1930, après la mort de Madame Abreu, elle contient plus de 150 primates, dont 17 chimpanzés et plusieurs orang-outans et babouins.
Le tout premier centre d'élevage ex situ à but scientifique est certainement la station de recherche sur les anthropoïdes (es) fondée en 1913 à Ténériffe aux Canaries. Dépendant de l'Académie royale des sciences de Prusse, elle est dirigée par le psychologue Wolfgang Köhler qui y conduit des recherches sur la capacité des chimpanzés à se servir d'outils et à résoudre des problèmes. Il établit l'importance de conserver les primates dans un contexte social et déclare : « un chimpanzé maintenu dans la solitude n'est pas du tout un vrai chimpanzé ». Tout aussi fondamental pour le développement ultérieur de la primatologie est la création, en 1923, par l'Institut Pasteur de Paris, d'une station appelée Pastoria à Kindia en Guinée française. Albert Calmette, célèbre pour son rôle dans le développement du vaccin BCG contre la tuberculose et du premier antivenin pour serpents, en est un temps le directeur. Les primates de Pastoria servent à la recherche médicale, notamment pour le développement des vaccins contre la tuberculose, le typhus et la poliomyélite, ainsi que dans l'étude de maladies tropicales comme la trypanosomiase et le paludisme. La station cesse de fonctionner en 1960, après l'indépendance de la Guinée, et compte alors plus de 2 000 primates.

## Naissance de la science moderne (1930-1980)
L'une des particularités de la primatologie dans son acception moderne est que cette discipline a été définie de manière indépendante et simultanée à partir de deux foyers distincts. On voit ainsi apparaître après-guerre une école occidentale (aux États-Unis) et une école orientale (Japon), qui bien qu'elles connaissaient leurs existences respectives, ont travaillé en cercle fermé jusque dans les années 1960. Les bases nécessaires à cette naissance se fixent dans la première moitié du siècle et le terme même de « primatologie » est habituellement attribué à Theodore Cedric Ruch, premier directeur du Centre national de recherche sur les primates (en) de Washington, qui l'emploie en 1941 dans son ouvrage Bibliographia Primatologica. Mais c'est au début des années 1950 qu'on assiste à une augmentation spectaculaire des études de terrain sur les primates qui conduisent aux premières percées majeures de la science. Parmi les facteurs de ce développement, on notera notamment les célébrations du centenaire du darwinisme, le rétablissement des fonds pour la recherche après le conflit mondial, un regain d'intérêt pour les primates comme modèles biomédicaux et évolutifs, ainsi que certaines avancées technologiques comme un accès facilité au transport aérien vers les régions éloignées et des traitements antipaludiques plus efficaces.
Les historiens de la branche ont beaucoup insisté sur la comparaison entre traditions occidentales et orientales. La primatologie japonaise montre ainsi un intérêt pour les individus et pour les relations inter et intra-groupes qui se traduit par un engagement à plus long terme sur le terrain. Les primatologues occidentaux sont par contraste néodarwinistes et mettent plutôt l'accent sur la sociobiologie et les avantages reproductifs évolutifs de comportements adaptatifs spécifiques. Mais cette lecture dichotomique tend à oublier la spécificité des études européennes sur les primates, qui émergent à la même époque et tirent leurs origines du domaine de l'éthologie. Enfin, il existait une primatologie soviétique d'histoire ancienne, qui possédait ses propres particularités et qui reste relativement mal documentée.

### En Amérique du Nord

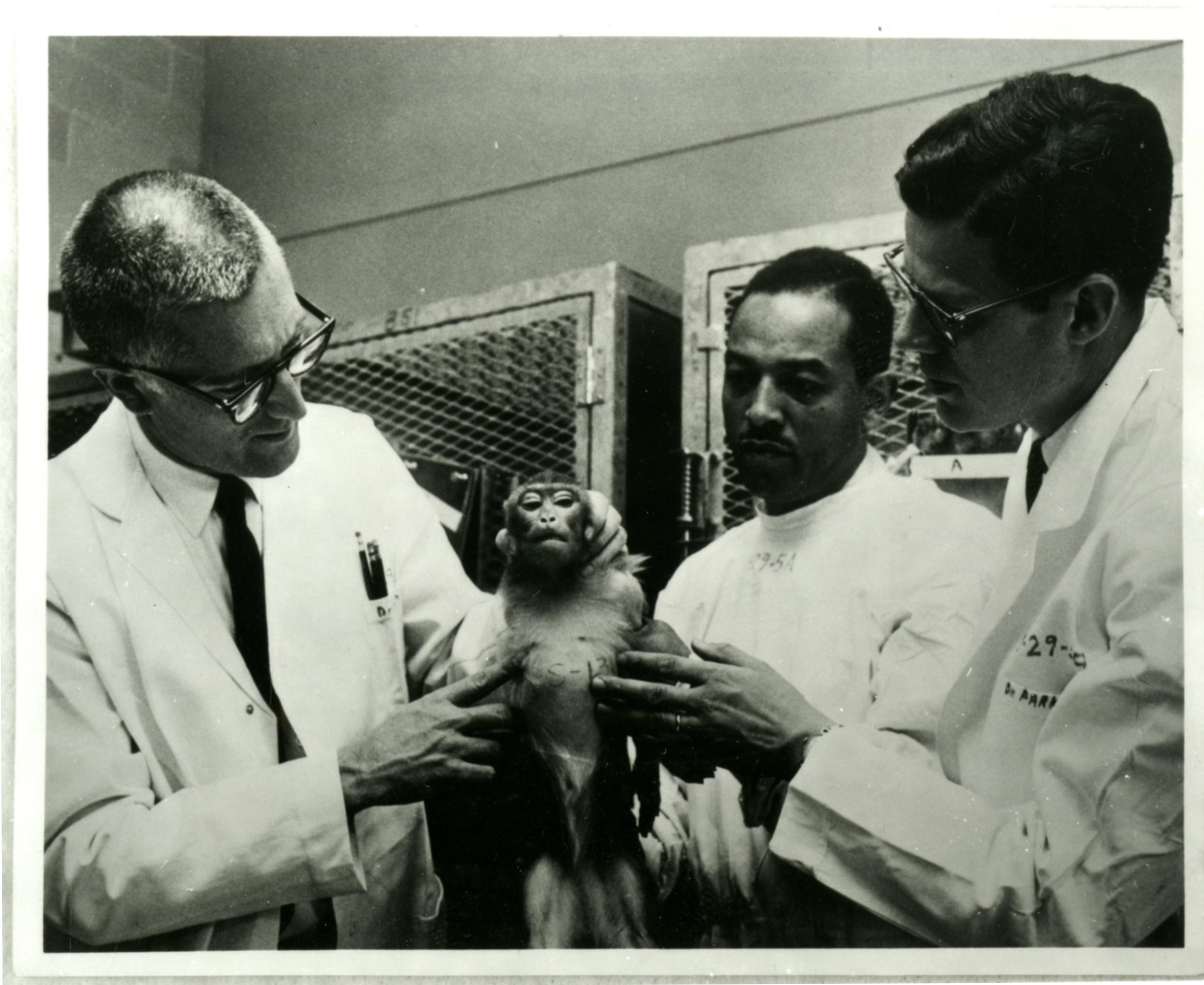
Travaux de développement du vaccin contre la rubéole aux National Institutes of Health en 1966. La souche atténuée a été obtenue après 77 passages dans des cultures de cellules rénales de vervets.

Les premiers travaux de recherche sur le comportement de primates en liberté sont effectués par le psychologue américain Robert Yerkes, qui commencent à s'intéresser aux grands singes dans les années 1920. Il entretient une correspondance avec Rosalía Abreu, qui lui inspire l'idée de créer un centre de recherche entièrement destiné à la reproduction et à l'étude des primates. Son projet se concrétise en 1930 par l'ouverture d'une Station de recherche sur les Anthropoïdes de l'Université Yale près d'Orange Park, en Floride. Relocalisé plus tard à Atlanta, le centre est le premier aux États-Unis à observer la naissance d'un chimpanzé en 1935. Yerkes publie plusieurs ouvrages sur les primates, dont The Great Apes: A Study of Anthropoid Life (« Les grands singes : une étude de la vie anthropoïde »), un recueil fondateur rédigé en 1929 avec sa femme Ada et condensant toutes les connaissances de l'époque sur les grands singes.
L'un des élèves de Yerkes, Clarence Ray Carpenter, est considéré comme un pionnier des études de terrain sur les primates. Il développe de nombreuses techniques d'observation des animaux en milieu naturel et mène plusieurs études influentes dans les années 1930, notamment sur les hurleurs et les singes-araignées au Panama, ou les gibbons en Thaïlande. En 1938, il capture 500 macaques rhésus autour de Lucknow en Inde et les amène par paquebot sur l'île de Cayo Santiago (en), au large de Porto Rico, pour y fonder une colonie destinée à l'étude scientifique. Carpenter passe ensuite deux ans à étudier le comportement sexuel de ces macaques, avant que le déclenchement de la Seconde Guerre mondiale n'interrompe ses observations.
Les études sur le primates reprennent dans les années 1950, sous l'impulsion majeure de Sherwood Washburn. Ce professeur d'anthropologie de l'Université de Chicago publie en 1951 un ouvrage majeur pour le développement de la primatologie qui influence une nouvelle génération de chercheurs et donne le ton de ce qu'on appelle l'école nord-américaine. Dans The New Physical Anthropology (« La nouvelle anthropologie physique »), Washburn décrète que l'étude de l'évolution des hominidés doit relier les conceptions de forme, de fonction et de comportement à l'environnement. Il propose donc de s'éloigner des pratiques historiques, qui se bornaient à mesurer et classifier les fossiles, pour se concentrer sur les processus et les mécanismes du changement évolutif. Washburn préconise ainsi des approches multidisciplinaires et interdisciplinaires pour la compréhension du comportement humain, de la biologie et de l'histoire. Une part importante de ce nouveau programme pour l'anthropologie passe par l'étude des primates non-humains dans leur habitat naturel et Washburn établit ainsi la valeur de l'observation de terrain en primatologie, tout comme il crée un lien indissociable entre ces deux disciplines.

### En Europe

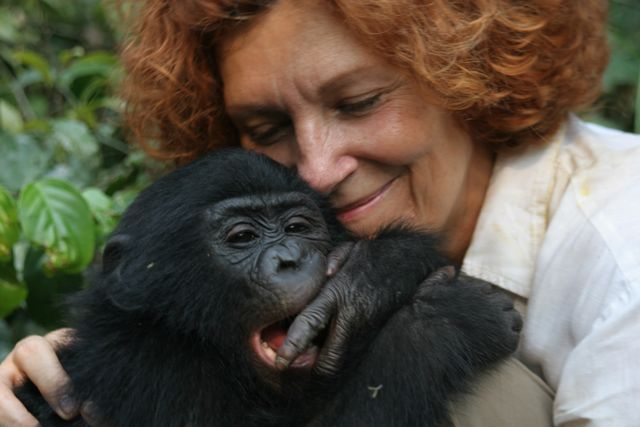
la primatologue belge Claudine André et un jeune bonobo. La deuxième espèce de chimpanzé n'est décrite qu'en 1929 par Ernst Schwarz à partir d'un crâne du Musée du Congo belge.

Plutôt que de chercher les origines de la socialité humaine, les études européennes sur les primates se sont développées d'abord dans les domaines de l'éthologie et de l'écologie comportementale. Les primates étaient alors perçus comme un ensemble d'espèces comme un autre, bien que plus complexes et d'une plus grande longévité.
Le zoologiste Hans Kummer, qui a eu une influence importante sur les primatologues allemands et suisses, constitue un bon exemple de cette approche : ses travaux sont guidés par un intérêt pour les espèces étudiées pour elles-mêmes, plutôt que dans le but de d'expliquer l'évolution humaine. Influencé par d'autres éthologues comme son compatriote Heini Hediger, il conduit de longues études de terrain sur les babouins hamadryas en Éthiopie pendant les années 1960.
Au Royaume-Uni, Robert Hinde, John Crook (en) et K. R. L. Hall sont généralement considérés comme les fondateurs des études sur les primates. Hinde et Crook ont tous deux débuté leur carrière en étudiant les oiseaux, sous l'influence d'ornithologues pionniers de l'éthologie comme Nikolaas Tinbergen et David Lack, avant de se tourner vers les primates. Hall était un psychologue pionnier dans la recherche de terrain sur les singes terrestres africains comme les patas, les vervets ou les babouins.
Aux Pays-Bas, Jan van Hooff (en) peut être crédité de la fondation d'une influente « école néerlandaise » de primatologie. Élève à Oxford de Nikolaas Tinbergen et de Desmond Morris (précurseur de l'éthologie humaine et auteur du best-seller Le Singe nu), van Hooff établit une colonie de chimpanzés à Arnhem à l'origine de nombreuses études influentes.
En France, les primatologues Annie et Jean-Pierre Gautier sont à l'origine d'importants travaux sur les cercopithèques d'Afrique centrale et de l'Ouest, ainsi qu'à l'origine de la fondation d'une colonie de ces primates à la station biologique de Paimpont, en Bretagne. La recherche sur les prosimiens est, quant à elle, initiée par un autre couple d'écologistes français, Jean-Jacques et Arlette Petter.

### En Union soviétique

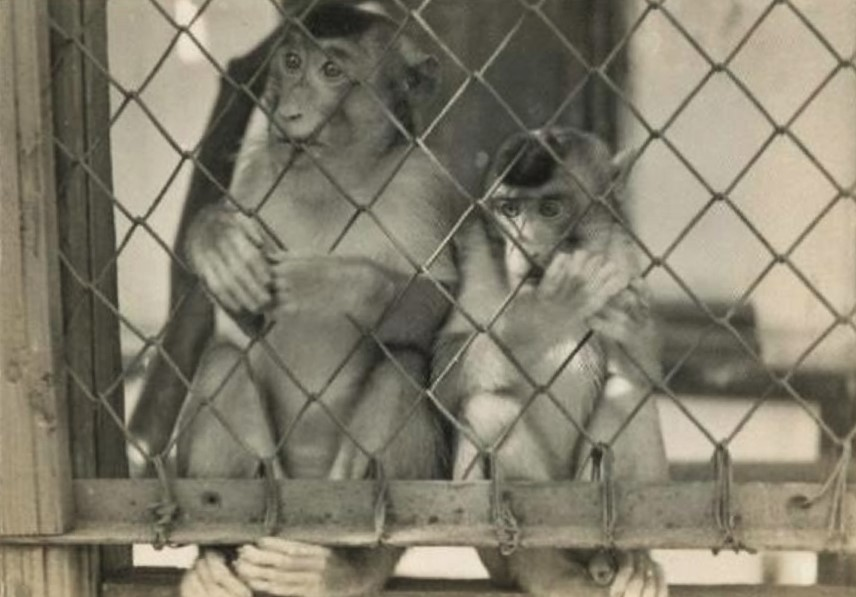
Macaques à Soukhoumi dans les années 1930.

Le développement de la primatologie médicale, c'est-à-dire le principe de mener des études chez les primates non-humains dans le but de comprendre des problèmes de biologie et de pathologie humaine, doit beaucoup au savant russe Élie Metchnikoff. Co-lauréat du Prix Nobel de médecine en 1908 et installé à Paris sur l'invitation de Louis Pasteur, ce zoologue de formation est parmi les premiers à adopter les principes darwinistes à la médecine. En collaboration Émile Roux, il parvient en 1903 à reproduire un modèle de syphilis chez les singes, ce qui avait été tenté en vain depuis plus d'un siècle. Metchnikoff attribue les échecs passés à une mauvaise prise en compte de la taxinomie des primates, car il découvre différents gradations de susceptibilité à la syphilis en fonction de l'espèce choisie : de très élevée chez les chimpanzés, à l'immunité totale chez les mandrills.
Alors que les années 1920 sont encore fortement marquées par les idées anti-évolutionnistes, comme l'illustre le fameux « procès du singe » de 1925 aux États-Unis. Or l'Union soviétique, qui s'affiche ouvertement athée et anticléricale, constitue un terreau plus favorable pour la primatologie expérimentale. C'est ainsi que le tout premier centre de recherche sur les primates situé en dehors de la zone tropicale est établi en août 1927 à Soukhoumi, en Abkhazie. La Nurserie de singes (ru) est fondée notamment par Nikolaï Semachko, premier commissaire du peuple à la santé de la RSFSR, et Ilia Ivanov, biologiste célèbre pour sa tentative controversée de créer un hybride humain-singe. En octobre 1928, le centre reçoit ses premiers grands singes : six chimpanzés et cinq orangs-outans, ainsi qu'une vingtaine de babouins. Ils sont amenés depuis Gênes au port de Batoumi et arrivent dans un état de santé si précaire que beaucoup meurent avant le départ du transporteur. Durant les premières années d'activité du centre, aucun grand singe ne survit plus qu'un an et demi, et les chercheurs s'appliquent principalement à étudier l'acclimatation et l'adaptation des primates non-humains aux conditions de la zone tempérée.
Le centre est avant tout destiné à fournir les ressources nécessaires à la recherche biomédicale soviétique. Les anatoxines du tétanos et de la diphtérie, développées et testées au centre, sauvent la vie de nombreux soldats pendant la Seconde Guerre mondiale. C'est également à Soukhoumi qu'est identifié le vecteur de l'encéphalite à tiques et que sont testés des vaccins contre le typhus exanthématique. La pénicilline testée sur les singes du centre en 1943 est immédiatement utilisée sur le front. Par la suite, presque tous les antibiotiques développés en
URSS seront d’abord soumis à des tests sur les primates de Soukhoumi.
Une petite colonie de macaques rhésus est créée en 1962 à l'Institut des problèmes biomédicaux de Moscou pour étudier certaines questions relatives à la médecine spatiale. À partir des années 1980, le programme Bion envoie au total une douzaine de ces primates dans l'espace pour observer les effets des rayonnements et de l'impesanteur sur les êtres vivants.
En 1992, la guerre d'Abkhazie qui éclate dans la Géorgie nouvellement indépendante conduit à la délocalisation du centre à Sotchi (Russie) et à sa réorganisation en Institut de recherche en primatologie médicale (ru). En 2017, l'institut comptait plus de 4 500 animaux, principalement des macaques (Macaca mulatta et Macaca fascicularis), des babouins (Papio hamadryas) et des vervets (Chlorocebus sabaeus).

### Au Japon

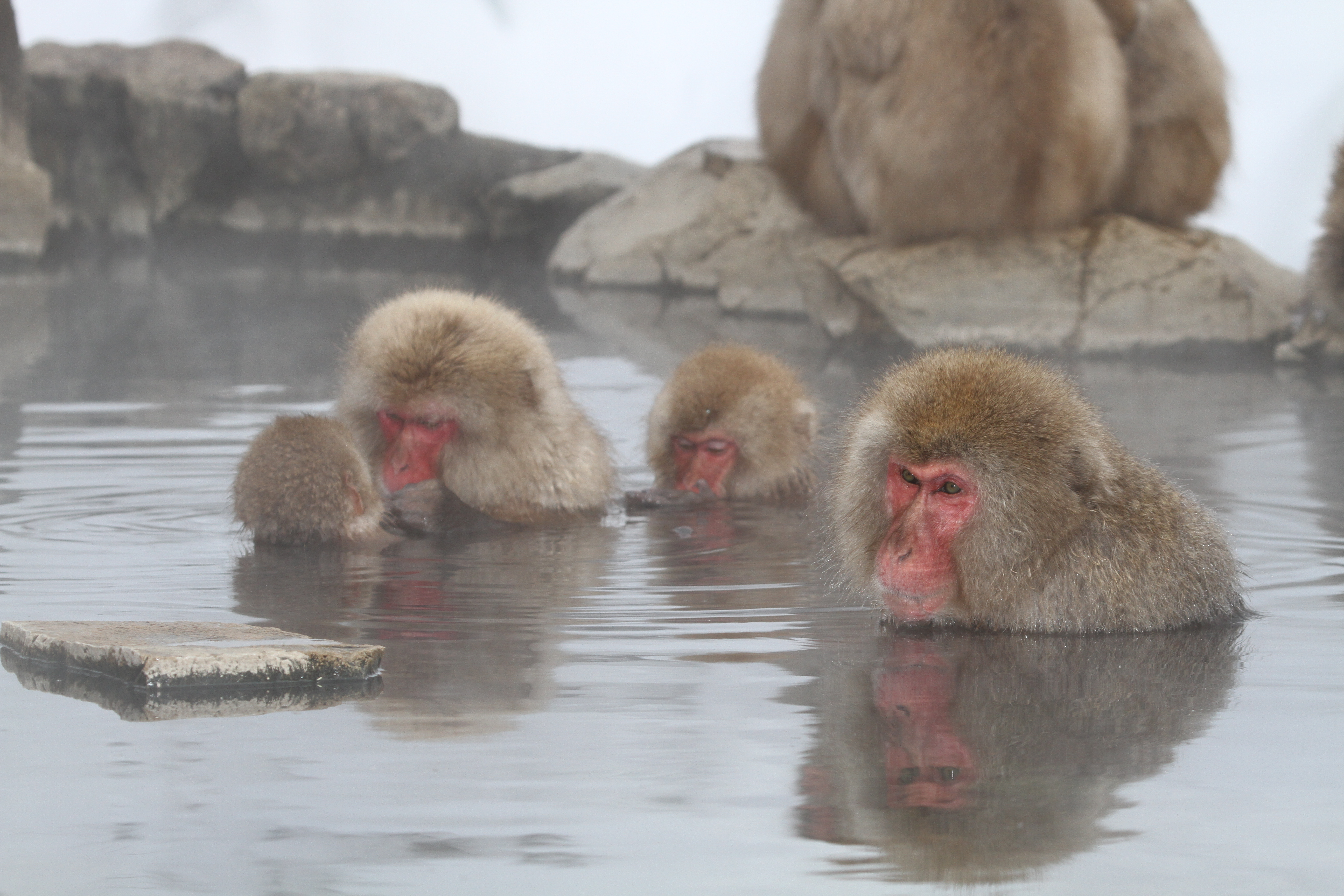
Groupe de macaques japonais prenant un bain. Les pères de la primatologie japonaise ont passé plus de 1500 jours à observer ces primates endémiques de l'archipel dans leur milieu naturel.

À la différence de la primatologie américaine ou européenne, pour qui l'étude des primates a débuté dans une perspective systématique et morphologique, l'école japonaise s'est d'abord intéressée à leur comportement social, à la recherche des origines de la société humaine. Il faut dire que la perception des primates au Japon diffère fondamentalement de celle qui prévaut en Occident : là où l'héritage judéo-chrétien et le cartésianisme constituent des barrières pour prêter aux animaux des états mentaux ou un vie intérieure, la culture japonaise attribue sans problèmes aux singes des motivations, des sentiments ou une personnalité. Même la possession d'une âme n'est pas perçue comme réservée aux humains et l'anthropomorphisme n'est pas tabou comme il peut l'être dans les cultures européenne et nord-américaine. De plus, l'influence du darwinisme en Occident a orienté en premier lieu les recherches vers une causalité adaptative et évolutive du comportement humain, plutôt qu'à en comparer l'expression chez des espèces parentes.
L'émergence de la primatologie japonaise au début des années 1950 est due à un petit groupe de jeunes scientifiques de l’Université de Kyoto. Kinji Imanishi, diplômé en entomologie, est un maître de conférences non rémunéré du département de zoologie, qui a étudié les interactions sociales des chevaux sauvages en Mongolie durant la guerre. Il poursuit ses recherches sur les équidés dans la préfecture de Miyazaki, assisté par trois étudiants (Junichiro Itani, Masao Kawai et Syunzo Kawamura) qui ont fait le choix de le suivre lui, plutôt qu'un autre professeur plus prestigieux. Ils rencontrent un jour par hasard un groupe de macaques sauvages, ce qui conduit Imanishi à l'idée de se concentrer plutôt sur ces animaux. Les recherches sont initiées le 3 décembre 1948 sur l'île de Kō-jima, non loin de la péninsule où les chercheurs étudiaient les chevaux. Ils reproduisent les mêmes techniques d'observation sur les macaques, en nommant chaque membre pour indiquer son rang social et ses relations matrilinéaires. Cette approche anthropomorphiste, que Jane Goodall utilise plus tard pour les chimpanzés, a été fortement critiquée à l'époque, mais est depuis devenu la norme en primatologie de terrain, car elle permet de souligner l'importance du développement individuel dans la compréhension des interactions sociales. Afin d'habituer les primates au contact avec les humains, les scientifiques japonais usent d'une technique dite d'habituation, en leur fournissant de la nourriture (patates douces, blé, soja).
Ils sont aidés à partir de 1950 par Satsue Mito (en), une institutrice de l'île, dont la famille héberge l'équipe d'Imanishi. En 1953, elle est la première à observer comment « Imo », une femelle âgée de deux ans, nettoie les patates douces de leur sable dans le courant d'un ruisseau. Elle rapporte cette découverte singulière aux chercheurs, qui révèlent bientôt la propagation de ce nouveau comportement au reste du groupe. Plus tard, les macaques adapteront la technique en lavant les patates directement dans la mer, sans doute pour ajouter un goût salé. Il s'agit toujours d'un des meilleurs exemples de phénomènes culturels chez les animaux, qui est illustré par trois phase : émergence, transmission, puis modification. Soixante ans et huit générations plus tard, les macaques de Kō-jima pratiquent toujours le lavage des patates douces, et les articles publiés par l'équipe d'Imanishi sur le sujet restent abondamment cités,. Quant à Satsue Mito (en), elle passera plus de cinquante ans à étudier les macaques de l'île et peut être considérée comme la première femme primatologue d'une histoire qui en connaîtra beaucoup d'autres.
En 1952, Kinji Imanishi et Denzaburō Miyaji créent un groupe de recherche sur les primates à l’université de Kyoto et en 1958 le Japan Monkey Center (ja) est établi à Inuyama. Dix ans après les débuts des observations sur les macaques japonais, Imanishi et Itani se rendent pour la première fois en Afrique en février 1958. Ils visitent l'Ouganda, le Kenya, la Tanzanie et le Congo belge pour évaluer si les sociétés de grands singes africains constituent de bons modèles pour étudier les origines de la famille humaine. Plusieurs expéditions similaires seront organisées les années suivantes, lors desquelles les Japonais rencontrent Jane Goodall, qui a débuté ses fameuses recherches sur les chimpanzés de Gombe. Le site de recherche japonais est finalement fixé en 1965 au Parc national des monts Mahale, dans l'ouest de la Tanzanie, sous la conduite de Toshisada Nishida. Ce jeune étudiant envoyé par Imanishi est en effet parvenu à habituer un groupe de chimpanzés en leur fournissant de la canne à sucre, selon les mêmes méthodes utilisées pour les macaques japonais. Il est le premier à découvrir la structure sociale de ces primates, qui vivent en groupes multi-familiaux appelés « communautés ». Par la suite, les apports japonais à la connaissance des chimpanzés sont principalement les descriptions de la philopatrie masculine, des mécanismes de scission et de fusion des sous-groupes, et des relations antagonistes entre communautés.
Le gouvernement japonais, convaincu par le succès des recherches sur les macaques et les chimpanzés, fonde l'Institut de recherche sur les primates (en) de l’université de Kyoto en 1967.

## Développement d'une discipline internationale et transdisciplinaire (depuis 1980)
L'un des paradoxes de l'histoire de la primatologie moderne est que la science est née et a connu ses premières avancées majeures dans des régions du monde éloignées de l'habitat principal de son objet d'étude. En effet, à l'exception du Japon, où l'étude de l'unique espèce présente sur l'archipel a été l'élément clé de ce développement, tous les foyers initiaux de la primatologie sont situés dans des pays qui ne comptent aucun primate. Mais à partir des années 1980, la discipline s'internationalise, marquée symboliquement par la tenue du VII congrès de la Société internationale de primatologie pour la première fois dans un pays du Sud (Bangalore, 1979), et par le lancement l'année suivante d'une revue à portée internationale, l'International Journal of Primatology. On assiste depuis au développement progressif de la primatologie dans ce qu'on appelle les « pays-hôtes », là où la diversité des espèces de primates est la plus grande.
L'utilisation des primates non-humains pour l'expérimentation animale a diminué depuis la fin du XXe siècle, à la fois pour des raisons de conservation et pour des considérations éthiques, même si plus de 100 000 singes étaient encore consommés chaque année par les laboratoires au début du IIIe millénaire. L'observation et de l'expérimentation sur ces animaux ont un impact important sur de nombreux domaines de recherche, comme l'endocrinologie, la neurologie, la psychologie ou la sociologie, et la primatologie est un champ d'étude en pleine ascension. Cette science transdisciplinaire peine toujours à trouver sa place entre anthropologie et biologie, ou entre anthropocentrisme et naturalisme, et doit être libérée des tentatives visant à la réduire à un but, un lieu ou une épistémologie particuliers.

### En Amérique du Sud

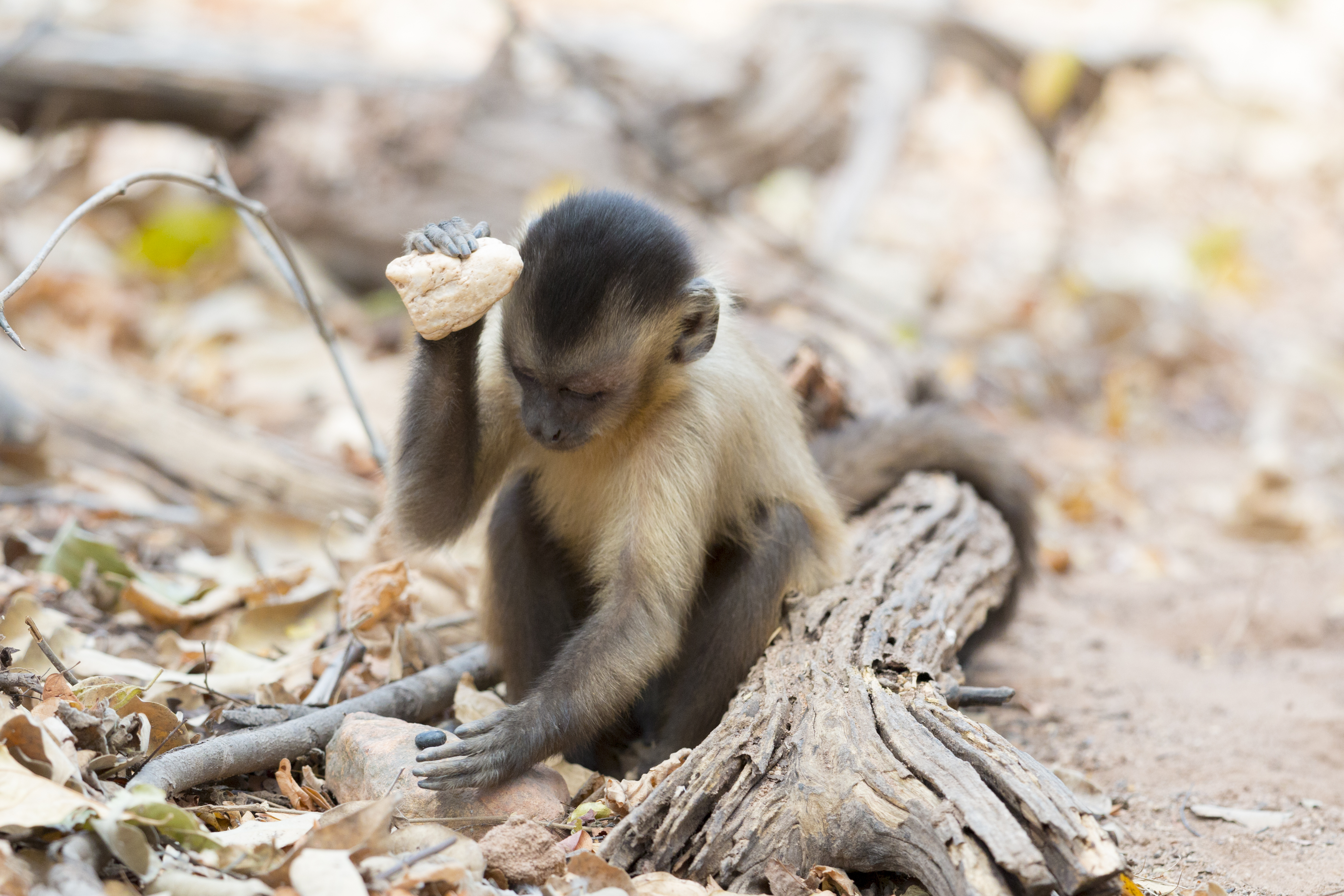
Un jeune sapajou (Sapajus libidinosus) utilisant une pierre pour ouvrir une graine. Cette population de la Serra da Capivara (Brésil) possède la panoplie d'outils la plus complexe connue pour des primates néotropicaux.

L'histoire de la primatologie sud-américaine au XXe siècle est d'abord marquée par les travaux de scientifiques européens ayant émigré au Brésil, tels Emílio Goeldi ou Hermann von Ihering, qui posent les bases de la classification moderne de singes du Nouveau Monde. C'est également sur le continent qu'apparaît dans les années 1920 le plus grand canular que la discipline ait connu : la découverte par le géologue suisse François de Loys (en) d'un anthropoïde à la frontière entre la Colombie et le Venezuela. Connu par une unique photographie (vraisemblablement truquée), le singe de Loys (en) sert de base scientifique à l'anthropologue George Montandon pour défendre sa théorie raciste de l'ologénèse humaine, selon laquelle les différentes races d'Homo sapiens auraient des ancêtres simiens distincts.
La deuxième moitié du siècle voit le développement exponentiel de la recherche de terrain sur tout le continent, dont les expéditions japonaises menées par Kosei Izawa, ainsi que le lancement de nombreux sites d'observations à long terme. En parallèle, le mammalogiste Philip Hershkovitz produit dans les années 1970-1980 des travaux d'une ampleur inégalée sur l'histoire naturelle des platyrrhiniens et révise en profondeur leur organisation systématique.
L'émergence d'une primatologie brésilienne au début des années 1980 a deux origines : la première est centrée sur la recherche médicale au moyen d'études en laboratoire sur les callitrichidés (ouistitis et tamarins), la seconde s'articule autour d'études sur le terrain dans un but principal de conservation. Milton Thiago de Mello (en) est l'une des grandes figures de ce mouvement : il fonde la Société brésilienne de primatologie en 1979, puis la Société sud-américaine de primatologie en 1986 et forme de nombreux primatologues sur le continent. La primatologie brésilienne se distinguerait aussi par son intérêt marqué pour l'étude des relations inter-femelles, qui tire son origine dans la place prépondérante qu'elles occupent dans l'organisation sociale des callitrichidés.
Des développements similaires se produisent dans d'autres pays du continent comme l'Argentine, le Venezuela ou le Mexique, et le lancement en 1993 de la revue Neotropical Primates entérine ce virage majeur : la plupart des travaux de recherche sur les primates néotropicaux sont désormais produits par des scientifiques sud-américains, qui sont souvent originaires du même pays que leur objet d'étude.

### En Asie du Sud-Est

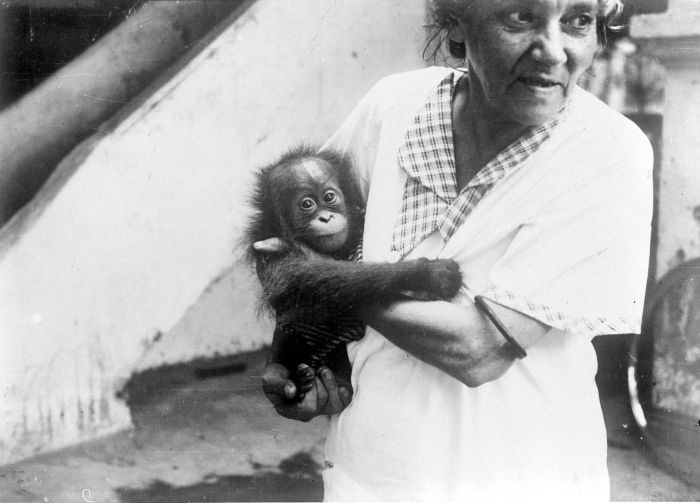
Une femme portant un jeune orang-outan dans le jardin zoologique de Medan, Sumatra, en 1939.

Au début des années 1970, le paléoanthropologue Louis Leakey finance Birutė Galdikas pour étudier l'écologie et le comportement des orang-outans sur l'île de Bornéo. La jeune femme diplômée en psychologie, en zoologie et en anthropologie consacre plusieurs décennies à l'étude de ces primates, ainsi qu'à leur sauvetage et à leur réhabilitation au travers de sa fondation Orangutan Foundation International (en) créée en 1986. C'est durant cette même période que débutent les recherches sur les tarsiers, principalement à Bornéo et aux Célèbes. L'étude de ces primates nocturnes avait longtemps été négligée, mais l'apparition de nouvelles méthodes de suivi, d'observation et de recensement permet de mieux cerner la complexité de leur comportement.
C'est aux Philippines qu'est établi en 1983 le premier centre d'élevage in situ. Créé pour répondre à la fois à l'expansion de la recherche sur les primates et à la volonté de chercher des solutions pérennes d'approvisionnement en animaux, le Simian Conservation Breeding and Research Center (SICONBREC) abrite des colonies de macaques crabiers dans des conditions correspondant à leur habitat naturel. Les succès obtenus par cette nouvelle approche influencera l'établissement de plusieurs autres centres in situ en Asie et dans les Caraïbes. À Maurice, la station Bioculture fondée en 1985 permet de réguler la population de ces mêmes macaques et de minimiser l'impact négatif de cette espèce envahissante sur la biodiversité endémique de l'île.
Les années 1990 sont particulièrement productives dans le domaine des études écologiques de terrain, même si ces dernières restent limitées dans les pays où l'instabilité politique empêche d'atteindre les régions reculées dans lesquelles vivent la majorité des primates. L'éthnoprimatologie, c'est-à-dire l'étude des interactions entre primates humains et non-humains, émerge durant cette même décennie grâce aux premiers travaux sur les relations entre macaques et touristes à Bali et en Thaïlande. Le XXIe siècle s'accompagne d'une transition depuis les études à but surtout comparatif, vers une primatologie à des fins de conservation des espèces. La South East Asian Primatological Association (SEAPA) est formée en 2005 pour promouvoir la recherche et la conservation des primates et de leur habitat naturel. En 2008, la revue Asian Primates est lancée pour encourager les primatologues asiatiques à publier leurs travaux en anglais. Ces derniers sont particulièrement nombreux au Viêt Nam, en Thaïlande et en Indonésie, mais de manière générale, les primates restent sous-étudiés dans plusieurs pays de la région.

### En Afrique et à Madagascar

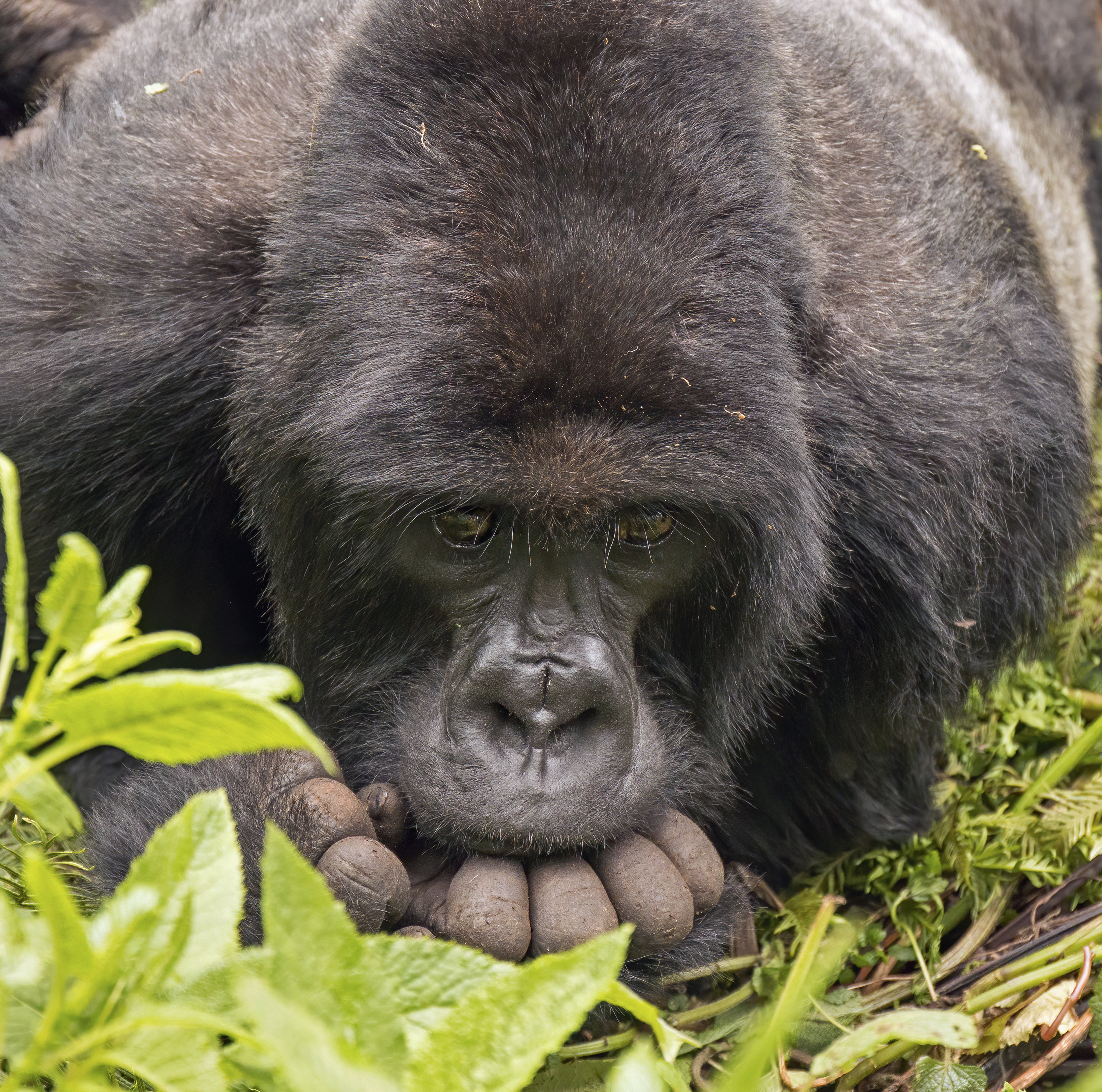
Plan rapproché d'un gorille des montagnes (Gorilla beringei beringei) au Rwanda. Les efforts de conservation inspirés par les travaux de Dian Fossey ont permis de réduire le risque d'extinction de cette sous-espèce.

Alors que les forêts africaines comptent près de la moitié des espèces connues de primates (23 % sur le continent et 20 % à Madagascar, contre 24 % en Asie et 33 % dans la région néotropicale), leur étude y a longtemps été le fait exclusif de chercheurs étrangers. Or cette riche biodiversité court un risque de perte imminente si des mesures concrètes ne sont pas prises pour inverser la tendance actuelle. Il est devenu évident que, pour être efficaces, ces mesures doivent impliquer les gouvernements nationaux et les instituts de recherche, mais aussi promouvoir la participation des habitants et mettre en œuvre des projets de développement local.
Le groupe d'étude et de recherche sur les primates de Madagascar (GERP) est créé en 1994 et regroupe des membres scientifiques multidisciplinaires principalement Malgaches. Impliqué dans des travaux de recherches et dans la découverte de nouvelles espèces, le GERP a également souligné l'importance du renforcement de capacité, de l'éducation et de l’appui aux activités de développement durable de la population locale pour la conservation des lémuriens.
Symbolique de cette tendance à associer recherche scientifique et conservation, le XXIe congrès de la Société internationale de primatologie tenu en 2006 à Entebbe en Ouganda a pris pour thème « La conservation des primates en action ». En 2012, un groupe de travail est créé dans le but de coordonner les efforts des primatologues africains et de renforcer leur expérience, leur influence et l'impact de leurs actions de conservation. Ces efforts aboutissent en avril 2016 à la fondation d'une « Société africaine de primatologie », dont le congrès fondateur se tient le 25 juillet 2017 à Bingerville, en Côte d'Ivoire,. D'après le primatologue américain Russel Mittermeier, « il était temps » de créer une telle plateforme, car les primatologues africains sont peu connus au niveau international, n'ont pas accès au même financement et dirigent rarement des projets de recherche ou de conservation, même sur leur propre continent.